# 森沢かな
森沢 かな（もりさわ かな、1992年5月9日 - ）は、日本のAV女優、YouTuber。ティーパワーズ所属。

## 来歴
2012年7月13日、飯岡かなことしてデビュー。2015年にはDMM年間AV女優ランキングで10位を記録した。同年、事務所を移籍。2016年2月より森沢かな名義での作品発売を開始。
2020年夏に自身初となる写真集出版に関してのクラウドファンディングを行い、ストレッチゴールを達成したことで2021年4月に写真展も開催している。
2021年7月でデビュー9周年を迎え、舞台に出演。
FANZA発表・2023年上半期AV女優ランキング10位。

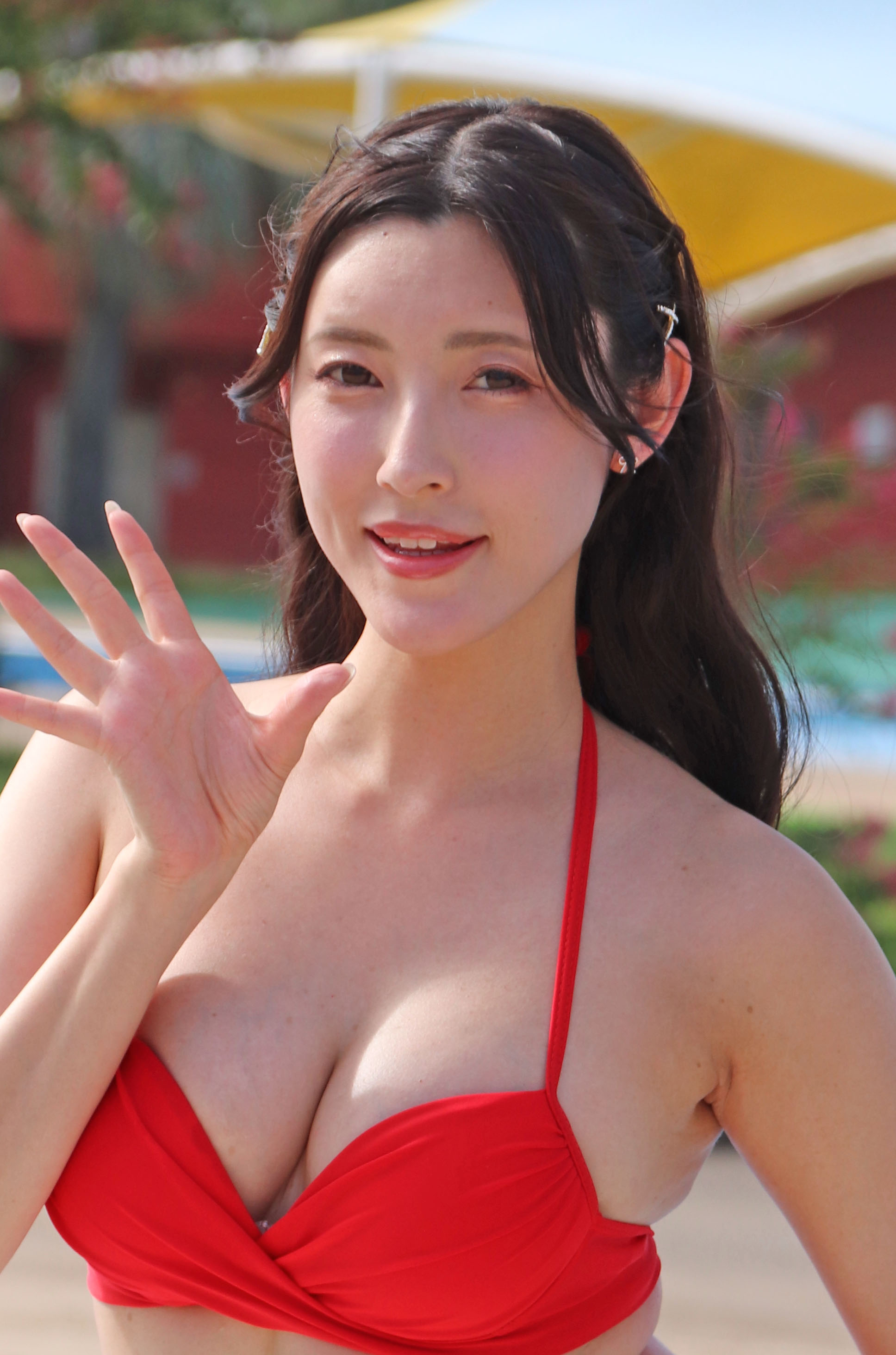
（2024年撮影）

FANZA通販フロア2023年9月度月間AV女優ランキングでは4位を記録。FANZA通販フロア12月度月間女優ランキング2位。
FANZA発表・2023年年間AV女優ランキング4位。
FANZA通販フロア2024年1月度月間AV女優ランキングでは5位を記録。FANZAレンタルフロア1月度女優ランキングで8位を記録した。
2024年2月12週FANZA通販フロアランキングにおいて、出演した『MOODYZファン感謝祭 バコバコバスツアー2024 AV男優発掘＆育成スペシャル!! AV男優を目指す素人16名とAV女優16名の1泊2日大乱交ツアー!』が初登場1位となった。
FANZA通販フロア2月度月間AV女優ランキングで第6位を記録。
2024年2月26日週FANZA動画フロアランキングにて、同年1月発売の『憧れの近所のオバさんに念願の種付け-実写版- 販売数3万部 生ハメ、中出し、限界までハメ倒しノンストップ26発射精 森沢かな』が9位となる。
FANZA通販フロアでの2024年3月期女優ランキング6位ランクイン。
FANZA通販フロア2024年4月度月間AV女優ランキング3位ランクイン。
2024年5月13日週FANZAレンタルフロアランキングにて、『憧れの近所のオバさんに念願の種付け-実写版- 販売数3万部 生ハメ、中出し、限界までハメ倒しノンストップ26発射精 森沢かな』が1位を記録。5月20日週同ランキングでも1位を継続。FANZAレンタルフロア2024年5月度月間AV女優ランキングにおいて、第1位ランクイン。FANZA通販フロア2024年5月度月間AV女優ランキングにおいて、4位にランクイン。
2024年5月27日週FANZA通販フロアランキングにて、出演した『【逆・立場逆転！！】見下していたお姉さん社員2名に童貞がバレて、W逆3Pわからせ痴女でオス人権剥奪されちゃったザコ上司の僕。 波多野結衣/森沢かな』（グローリークエスト）が初登場7位を記録。
2024年5月31日、スカパー!アダルト放送大賞の系譜を継ぐEXガールズに就任（メンバーは川上ゆう、新村あかり、森沢かな、吉根ゆりあ）。6月26日にお披露目会を開催。
2024年6月12日週FANZAレンタルフロアランキングにて、『激憧れの近所のオバさんに念願の種付け-実写版- 販売数3万部 生ハメ、中出し、限界までハメ倒しノンストップ26発射精 森沢かな』が初登場9位にランクイン。FANZAレンタルフロア2024年6月度AV女優ランキングで1位となる。
6月24日週FANZA通販フロアランキングでは『夫の部下に言い寄られ…自宅で裏切りのNTR 森沢かな』（マキシング）が6位ランクイン。FANZAレンタルフロア2024年7月度月間女優ランキングランキング3位。
2024年8月発売『月刊FANZA』同年10月号で発表された、FANZA2024年上半期女優ランキングで1位を獲得。同誌編集長の大木テングーは、企画単体女優の専属化の波を乗り越え、強いキャラを持たず、ハードプレイに傾倒せず、「きれいなお姉さん」路線一本で13年目にして「見飽きることのない美しさが結果を出した偉業」と称えた。
2024年10月度FANZAレンタルフロア月間AV女優ランキング第5位。この月はFANZA通販フロアの同月間女優ランキング7位。FANZA動画フロアの同月月間AV女優ランキングで2位と、3フロアすべてで月間ベスト10入りを果たした。ジーオーティー『月刊FANZA』2025年4月号で発表された「FANZA2024年下半期女優ランキング」で5位（企画単体女優では2位）にランクイン。
2025年3月30日、東京・レフカダ新宿での「EXガールズ卒業イベントFunFan感謝祭」でユニット契約期間を満了した。
2025年6月2日週FANZA動画フロアランキングでは、2024年1月発売の『憧れの近所のオバさんに念願の種付け-実写版- ～』がランキング8位まで急上昇した。同年6月度FANZA動画フロア月間AV女優ランキング9位。同年7月度FANZAレンタルフロア月間AV女優ランキング7位ランクイン。

## 人物
- 2019年5月からツイッターを開始、それまではSNSをしておらず素性が謎だった。のちにファン参加型のイベントを積極的に開催。ツイキャスにてファンの総称を募集。討論の末、「かなにぃず。」に決定した。Tiktok、youtubeを始め、活躍の場を広げて積極的に色々な分野に挑戦した。
- デビュー時は愛媛出身というプロフィールだったが、本人は否定。その後東京都出身と明かされた。
- 好きな男性のタイプは「体の相性がいい人」、「エロの対する熱量が同じくらいの人」[38]。後者は元カレがセックス中に話しかけても返してくれない、他のAV女優の動画をテレビに流して見ながらハメる等の行為がありショックだったため[38]。一目惚れ経験はなく、基本は相手のアクション（告白）があったところから徐々に好きになっていくタイプと答えている[38]。

## 作品

### アダルトDVD

#### 「飯岡かなこ」名義
- 初姦スレンダー藤原遼子（7月13日、東京熱）　藤原遼子名義
- 初!藤原遼子2穴壊姦（9月14日、東京熱）　藤原遼子名義
- 「ワザと看護師にせんずりを見せつけたらヤられるか?」 VOL.6（11月22日、DANDY）他出演：夏目優希、森ななこ
- 裸演奏 ～第5回演奏会・ホルン～（11月23日、一本道）
- 黒人×素人奥さん（11月23日、あたご屋）
- 平凡な奥さん(清楚に見えてド淫乱) かなこ24歳（11月25日、ディーズ）　かなこ名義
- 素人の新婚夫婦とはじめ企画的野球拳で勝負して可愛い若奥様を夫の目の前で寝取って大量中出ししちゃいました！！（12月13日、はじめ企画）他出演：本庄瞳、菜月リア、香坂澪...

- 肉便器育成所 〜若妻緊縛生姦〜（1月10日、一本道）
- 天国に一番近い性救護施設 （3月6日、トリプルエックス）
- ふみこ　－別刊マンコレ67－（3月8日、ガチん娘！）　ふみこ名義
- 好色妻降臨 33（3月15日、カリビアンコム）
- レッドホットジャム Vol.280 ～肉便器育成所～（3月27日、レッドホットコレクション）
- OLが通う韓国式エステ（4月1日）
- ふみこ　－アナルを捧げる女DX　～FUMIKO～－（4月24日、ガチん娘！）　ふみこ名義
- 花屋アルバイト 女子大生かなこ（5月1日、バイトちゃん）　かなこ名義
- （極秘）乱交パーティに派遣します（5月19日、みるきぃぷりん）　かなこ名義
- 真正中出し!（5月31日、モブスターズ）
- 働くオンナ猟り 【パンツスーツ姿の水樹りさが猟りに乱入!!】 1 SP（6月1日、プレステージ）
- ダマシ面接！ふんわり美乳の透明感美女・ツヤツヤ美マン丸見え！（7月24日、AQUARIUM.TV）　飯島恭子名義
- 職場で高嶺の花の現役美人OLが自ら変態調教志願!男性社員憧れの美尻にアナル玩具挿入し、チ○ポ懇願!（7月25日、シャーク）
- 借金のカタ、かなこ（8月6日、一本道）
- 飯岡かなこ　誰にも言えない。５　貪り尽くす鬼畜男とアナル奴隷　フルハイビジョン（8月11日、トリプルエックス）
- 新婚初夜相姦 義息に汚された花嫁 飯岡かなこ（9月7日、ヴィーナス）
- 女子会で聞いちゃった彼氏へのご奉仕SEXを実践しに来ました! リアルOL（9月25日、オーロラプロジェクト）
- 現役女子大生 かなこ すけべ～なアソコ汁垂らす美人な娘（10月1日、ワンズファクトリー）　かなこ名義
- 祝卒業!! お尻のアナル中出し（10月1日、バイトちゃん）
- ウブっ娘女子校生 ノーパンハイスクール２ フルハイビジョン（10月4日、トリプルエックス）
- 変態秘尿器科性交クリニック フルハイビジョン （10月4日、トリプルエックス）
- 密会人妻 中出し不倫ドキュメント（10月7日、BeFree）
- 友人の妻はドスケベ家庭教師（10月19日、ヴィーナス）
- みるスク（10月25日、みるきぃぷりん♪）
- 若妻と巨根の黒人（10月25日、アックスドットコム）
- ぶっかけ中出しアナルFUCK!（11月1日、ムーディーズ）
- スルためだけの旅行に来ました（11月13日、オーロラプロジェクト）
- 肉欲暗示 催眠によって寝取られた上司の妻（11月13日、溜池ゴロー）
- ふみこ　－女体解析103－（11月14日、ガチん娘！）　ふみこ名義
- なかだし日常和装 キモノ美女と生姦セックス（11月22日、ワープエンタテインメント）
- JGIRL paradise x055 夢の純愛ＳＥＸ…最後には衝撃の結末が！（11月26日、Jガールパラダイス）
- この女、犯してやる… 極限まで男根を硬直させた、三人の男に秘所をえぐり犯される清楚なOL（12月13日、オーロラプロジェクト）
- 私、実は夫の上司に犯され続けてます…（12月13日、溜池ゴロー）
- 僕の知らない妻を見たくて… 07（12月13日、プレステージ）

- 臭いザーメンで私を汚してください… (1月9日、アイエナジー)
- 陵辱2穴中出しピストン（1月13日、クリームパイ）
- かなこです。ふしだらな私を許してください…（2月1日、恋する花嫁DX）　かなこ名義
- 素敵な兄嫁 狙われた通い介護（2月7日、マドンナ）
- 友人の母親（2月7日、VENUS）
- 陵辱をください (2月11日、プレステージ)
- この女、壊してやる…（2月13日、オーロラプロジェクト）
- 借金地獄・肉便器育成所（2月13日、クリームパイ）
- キスからはじまる 母と息子の愛情、密着、濃厚セックス（3月7日、VENUS）
- しろうと7人オール3P「わたしエッチが大好きになりました！」（3月19日、ティーズ）
- 尽きない快楽、愛液にまみれて。(4月19日、TEPPAN)
- 接客中に顔を紅潮させながら感じまくるバイト娘 8 ～ラーメン屋、100円ショップ、クリーニング店、ファミレス～（4月24日、ナチュラルハイ）
- 夫の会社全員に中出しされた人妻 (4月25日、本中)
- かなこです。失神するほど媚薬が… ～完全ノーカット版～（5月1日、恋する花嫁DX）　かなこ名義
- 働く美女と性交 (5月9日、ドリームチケット)
- 上司・同僚・部下にはゼッタイ内緒！美人OLのAV出演2（5月23日、S級素人）
- ドリシャッ!! (6月6日、ワープエンタテインメント)
- レズに堕ちていく私 飯岡かなこ 結城みさ（6月7日、ビビアン）
- 性欲が異常に強い妻（6月30日、LEO）
- 飯岡かなこ 再び さらに濃密濃厚、燃え尽きた情熱性交。(7月1日、TEPPAN)
- お仕事中のお姉さんは職場で制服のままM男の乳首をイジるのがお好き♥ VOL.02（7月5日、ドリームチケット）
- ママのリアル性教育（7月17日、グローリークエスト）
- 絶対にヤリたい美人専業主婦たちと4時間ずっとSEX No2（7月25日、S級素人）　かなこ名義
- 僕を誘惑しているのか、隣に引っ越して来た人妻がかなり大胆なセックスアピール。奥さんとセックスレスの私には刺激が強すぎるが、これは不倫覚悟でヤルしかないっ！！（7月31日、LEO）
- 中出し専用肉便器 (8月1日、MOODYZ)
- 近親相姦中出しソープ 初めての熟女風俗、指名したら母ちゃんだった (8月1日、VENUS)
- 縛られた人妻 ～麻縄に奪われた新婚生活～ 飯岡かなこ（8月7日、マドンナ）
- 教卓プレイ専用女教師 (8月8日、クリスタル映像/マダムマニアック)
- 生中出し若妻ナンパ5！文京区編（8月8日、S級素人）
- AVを拾う人妻 (8月13日、溜池ゴロー)
- 全発射本物中出し 20連発ノンストップライブ! (8月25日、ダスッ!)
- 浅倉彩菜 初會篇（8月27日、舞ワイフ）　浅倉彩菜名義
- パンスト×美脚×SEX（9月4日、グローリークエスト）
- 緊縛鬼イカセ (9月12日、ケイ・エム・プロデュース/REAL)
- pg 飯岡かなこ（9月25日、ターンテーブル）
- 美マゾからの新提案 見た目からは想像できない普段はおしとやかな清楚妻と奇跡の共同制作2（10月9日、ディープス）　あやか名義
- 浅倉彩菜 再會篇（10月11日、舞ワイフ）　浅倉彩菜名義
- S級熟女コンプリートファイル 飯岡かなこ 4時間（10月13日、VENUS）
- 大量に汗とマン汁を吹き散らして絶頂しまくる発情レズ奴隷 (11月1日、V)
- 接吻中毒 (11月7日、ワープエンタテインメント)
- ふいに訪れた最高のエロシチュエーションに思わず股間がじゅんじゅんしちゃうのっ！！日頃の欲求不満に我慢出来ず、内に秘めた変態性をさらす6人の奥様達の醜態痴態の数々っ！！実録っ！！人妻たちの非日常セックスドキュメント集（11月7日、LEO）
- うまのりパンストお姉さんのいやらしい淫語騎乗位（11月19日、VENUS）
- 普段は清楚な魅力的過ぎる美人女医のアタマの中は実は勃起したオトコ達のチ〇ポを咥え込む事に夢中（11月20日、GARCON）
- CM中に媚薬を飲まされた女子アナ (11月28日、EROTICA)
- 義母娘 肛門レズ調教 (12月1日、V)
- ダンナの知らない人妻たちの寝取られ話（12月5日、LEO）
- 最終章 TEPPAN 最後の性交（12月19日、TEPPAN）
- わたしを援助して下さい… 飯岡かなこ（12月25日、ティーズ）
- 僕が主夫になった理由 会社をクビになった夫を支える献身妻の直談判セックス生中出し（12月25日、セレブの友）

- 母乳が出過ぎる若妻を媚薬イカセで大噴射（1月2日、ケイ・エム・プロデュース）
- 美人すぎる兄嫁が欲求不満なのを知った僕はわざと見せつけるようにオナニーして反応を試した。その結果物欲しそうにチ○ポをガン見し自ら挿入してきた（1月7日、VENUS）
- ガサ入れ!ビッグバンローター改 人妻AV女優の本物の旦那様が居る自宅にアポ無し訪問!バレないようにビッグバンローターで楽しんでいたら奥様の性欲に火がつきまくって玄関先でこっそり濃厚接吻寝取りSEX＆潮!潮! 2 (1月8日、サディスティックヴィレッジ)
- 私、本名でセックスしてました。(1月9日、無名時代)
- 10人の弟に毎朝連続中出しセックスされる飯岡家のかなこさん (1月22日、SODクリエイト)
- コタツでくつろぐ兄貴の彼女とバレないようにやっちゃった俺 (1月22日、AKNR)
- 舞ワイフ ～セレブ倶楽部～ 70 (1月22日、AROUND) ※「浅倉彩菜」名義
- 飯岡かなこ 素人時代の2年間（2月1日、恋する花嫁DX）
- 寝取られ妻 No2（2月3日、DOC）　かなこ名義
- 新任女教師 飯岡かなこ マシンバイブ調教×催淫三角木馬×危険日中出し15連発 そのすべてで潮!潮!潮! 11 (2月5日、サディスティックヴィレッジ)
- 「『おばさんを興奮させてどうするの？』久しぶりに若くて硬い少年チ●ポを見て欲情した巨乳淑女の汗だく反応を見逃すな！」VOL.2（2月5日、DANDY）
- 新任女教師 飯岡かなこ マシンバイブ調教×催淫三角木馬×危険日中出し15連発 そのすべてで潮!潮!潮! 11 （2月5日、サディスティックヴィレッジ）
- 子○チンポで孕ませ中出し課外授業 妊娠教育（2月5日、 グローリークエスト）
- タマらなく性交したくなる淫口 (2月6日、ワープエンタテインメント)
- 実姉が「飯岡かなこ」かもしれない… (2月6日、クリスタル映像/DIY)
- 同棲姉妹レズビアン 飯岡かなこ 野宮さとみ（2月7日、ビビアン）
- 夫を裏切りたくなかったのに。 飯岡かなこ（2月7日、アタッカーズ）
- PREMIUM 生姦中出し 224min（2月13日、クリームパイ）
- ナースや女医が下半身丸出しで医療行為を行う回春療法【リジューヴェネイション】総合病院 (2月19日、サディスティックヴィレッジ)
- かなこママとのやらしい生活 (2月19日、VENUS)
- ナースや女医が下半身丸出しで医療行為を行う回春療法【リジューヴェネイション】総合病院 （2月19日、サディスティックヴィレッジ）
- 酔って寝た旦那の横で義理の弟と 旦那には言えない人妻の心の寂しさと隙間を埋める 寝取られ肉欲交尾（2月25日、セレブの友）
- 私の子宮を射精でオとして（3月1日、ワンズファクトリー）
- 男女が媚薬を飲んで大乱交SEXを楽しむ最近話題の温泉混浴サークルに行ってきました！10名全員セックス!! (3月5日、サディスティックヴィレッジ)
- 飯岡かなこ、お貸しします。(3月6日、クリスタル映像/e-KISS)
- 猥褻リップ（3月6日、ドリームチケット）
- 妄想ジェラシー接吻カメラ (3月6日、クリスタル映像/NITRO)
- ネトラセーゼ 医者の男共に妻を寝盗らせる話し（3月12日、寝盗会）
- 朝ゴミ出しする近所のノーブラ奥さんとやっちゃった俺5 SPECIAL (3月19日、AKNR)
- 強制生中出し女教師（4月1日、V）
- お色気P○A会長と悪ガキ生徒会 (4月2日、グローリークエスト)
- 中出しお義姉さんの誘惑（4月7日、 プレミアム）
- 看護学校の実習で全裸にされ、オマ○コやお尻の穴まで男子に拭かれた私…! (4月9日、サディスティックヴィレッジ)
- 私、淫らでごめんなさい……（4月10日、オルガ）
- 夫の親族一同に輪姦された美人妻 (4月13日、溜池ゴロー)
- 姉とその同僚がエロすぎたから子作り（5月1日、ズッコン/バッコン）
- 鉄板 飯岡かなこ 総集編（5月1日、TEPPAN）
- 妊娠より快楽…中出し依存症CA 危険日になると子宮が疼き膣内射精を求めイキ狂うキャビンアテンダント (5月8日、クリスタル映像/DIY)
- 一回きりの約束のはずが、朝から晩までチ○ポ狂いになった義母（5月11日、VENUS）
- 即ハメ!! 3（癒し系熟女編） 台本ナシ！編集ナシ！ガチンコ一本勝負!! 何度イッても終わらないノンストップ本番SEX 快楽イキ狂い7射精!!（5月11日、セレブの友）
- 夫婦で挑戦！夫がAV女優の凄テクを20分我慢できたら賞金！イカされちゃったら妻が寝取られ中出しSEX!!（5月13日、はじめ企画）
- 超激似 国民的美少女アイドルグループ選抜メンバー 入○杏○ 某学力テストで堂々1位の話題の激似娘（5月19日、ROOKIE）
- 露出中出しいいなり温泉旅行 (5月21日、アイエナジー)
- プライベート 飯岡かなこ（5月25日、GARDEN）
- 沖田梨乃 初會篇（5月30日、舞ワイフ）　沖田梨乃名義
- 貴方だけを見つめ続ける淫語中出しソープ (6月1日、Fitch)
- 生徒に自宅を乗っ取られた若妻女教師 美人妻が奴隷ペットと化す3日間の凌辱劇 (6月1日、ワンズファクトリー)
- 義母娘 接吻レズ調教～舌に堕ち、唾液に溺れる嫁姑関係～ (6月7日、ビビアン)
- 白い女獣（6月7日、アタッカーズ）
- 排卵日、精子が欲しくてたまらない！！（6月8日、VENUS）
- 夫の兄に飼われる私 義兄に犯されてチ●ポ中毒にされた雌犬若妻（6月8日、セレブの友）
- 熱帯夜（6月13日、溜池ゴロー）
- 夜這い いけない事だと知っていたけど生中出しまで許してしまいました（6月18日、グローリークエスト）
- 沖田梨乃 再會篇（6月21日、舞ワイフ）　沖田梨乃名義
- 女捜査官 狂い逝き集団拷姦(7月1日、V)
- 人妻の浮気心 飯岡かなこ（7月1日、エマニエル）
- ガックガクの女 (7月4日、ドリームチケット)
- 他人棒で絶頂したうちの女房 ～まさかの床上浸水!?～ (7月9日、ヒビノ/NTR)
- 鬼フェラ地獄 XXⅢ 翔田千里 飯岡かなこ（7月10日、REAL WORKS）
- 鬼畜尼姉拷姦 飯岡かなこ 朝倉ことみ（8月1日、V）
- S級熟女コンプリートファイル 飯岡かなこ 4時間 其之弐 (8月13日、VENUS) ※総集編
- 素敵なカノジョ 飯岡かなこ スレンダー美女のメイド べろキス中出し3P近親せっくす（8月13日、BACK DROP）
- ブルーフィルムの若妻 ～夫には言えない淫らな秘密～ (8月14日、ORGA)
- じっくり高める手コキでもてなす 完全勃起ともの凄い射精の回春旅館（9月1日、Fitch）
- 妻には内緒でM夫のボクを自宅のベッドで寝取って欲しい (9月4日、ワープエンタテインメント)
- 鬼女たちの宴（9月7日、アタッカーズ）
- 隣人の情婦になってしまった妻（9月7日、JET映像）
- 成熟した姉の裸に触れた童貞弟はイケない事と知りつつもチ○ポを勃起させて「禁断の近親相姦」してしまうのか!? 6（9月10日、SODクリエイト）他出演：涼川絢音、桜木優希音
- 緊縛人妻中出し（9月13日、溜池ゴロー）
- 飯岡かなこ 4時間ベスト 清楚妻オマ○コ崩壊！潮吹き・中出し・輪姦…イキまくる怒涛のズボハメSEX快楽！！（9月13日、セレブの友）
- インモラルクリムゾン（9月19日、ダスッ！）
- 悪徳背任行為 横領、社内備品盗用、架空請求、社内恋愛、みだらな行為・・・｢やっちゃったね・・・｣ 超絶折檻されても自分が悪いから泣き寝入りするしかない女AD（9月24日、サディスティックヴィレッジ）
- 大失禁。～上品ぶってる淫乱奥様のみっともないビショ濡れ交尾～（9月28日、VENUS）
- 美聖女仮面ピュアラス 絶望ヒロイン拷問処刑 （10月1日、V）
- 妻が牝へと堕ちる頃…（10月13日、RedCat）
- 飯岡かなこ8時間BEST（10月13日、溜池ゴロー）
- 近親［無言］相姦 隣にお父さんがいるのよ…（10月30日、VENUS）
- 下品な君も見てみたい…って社長がおっしゃったんですよぉ（11月1日、MILF）
- この奥さんの詳細わかりますか？05 クリッとした瞳が可愛い新婚ホヤホヤ現役デパガのロリ美人妻と、夫は20歳年上の金持ちトレーダーのおっとりセレブ妻がまさかの発情！ なぜ‘言葉責めと尻スパンキングで失禁するほどマ○コを濡らす’ことになったのか？ その一部始終（11月13日、ビッグモーカル）
- 俺の言いなり性奴隷 美しく淫らなマゾ人妻スペシャル（11月13日、オルガ）
- 義母娘 肛門レズ調教 久我かのん 飯岡かなこ（12月1日、V）
- 飯岡かなこ 8時間 SPECIAL COLLECTION (12月4日、クリスタル映像/EX) ※総集編

- 飯岡かなこ×過激メーカーV ハード責めBEST（10月1日、V）

- 飯岡かなこ×カマトトBEST（1月5日、ワープエンタテインメント）※単体ベスト

- 「超」と「ド」が付く変態さん (1月4日、ドリームチケット) ※単体ベスト

#### 「森沢かな」名義
- なめくじ女房2（2月25日、セレブの友）
- 女監督ハルナの 女と女の嫉妬 ガチンコトリプルレズバトル round.02（3月19日、レズれ！プレイ)
- 寸止めSEX お願いだからイカせてください…5（3月25日、セレブの友）
- 患者に中出しさせて性欲を満たす天使すぎる淫乱人妻ナース（4月19日、乱丸）
- 突撃！いたずらレズ乱交inメイクルーム（4月19日、レズれ！プレイ）
- 巨大ヒロイン 無限のセレスティア（4月22日、ギガ）
- 僕のねとられ話しを聞いてほしい 褐色のデカチン肉体労働者に寝盗られた妻（5月7日、JET映像）
- 私は小さな町の不動産屋の事務員8（5月25日、セレブの友）
- スーパーレディー リメイク版（6月10日、ギガ）
- 昭和人妻官能絵巻 第二章 背徳に悶える妖艶な肉体達（6月10日、オルガ）
- 下着ドロボウを性欲処理に使う人妻7（6月25日、セレブの友）
- ネトラセーゼ8時間 僕の妻をヤリチンどもに寝盗らせた（7月14日、タカラ映像）
- アナル舐め高級痴女サロン14（7月26日、セレブの友）
- 女捜査官拷問調教18（8月13日、セレブの友）
- 金粉奴隷スナイパー 森沢かな（8月19日、ゴールドバグ）
- 夫が出て行って2秒で自宅に監禁される人妻（8月26日、人妻花園劇場）
- ｢貴女にまた愛されたくて｣ 元カノ溺愛レズビアン 通野未帆 森沢かな（9月7日、ビビアン）
- 妹姦～シスカン～ （9月13日、天真乱マン）
- 媚縛潜入捜査官02 媚薬でイカされまくり、縛られて嬲られる美しき捜査官たち・・・（9月23日、REAL WORKS）
- 寝盗られの若妻（9月25日、セレブの友）
- （財）おちん○ん研究所に入所したから子作り（10月1日、ズッコン/バッコン）
- 【悲報】NTR 研究職の妻が上司で恩師である教授に寝取られていた事に気づいてしまった僕（10月7日、JET映像）
- 淫らに乱れる オナニー魅せつけた後はチ○ポ求めておねだり！ 濃厚3SEX（10月13日、セレブの友）
- シークレットガードナー 恥辱身辺警護編（10月14日、ギガ）
- 媚薬近親相姦2 姉さんと母さんを極秘ルートでバイアグラを飲ませて身動き出来なくしてからそのまま生挿入して犯してしまった（10月14日、UMANAMI）
- おしゃぶり予備校57（11月4日、FSナイツビジュアル）
- 浪人生の僕は父の弟である叔父夫婦の家に居候して肩身の狭い思いをしていたが、多忙な叔父のせいで欲求不満の叔母は僕がAVマニアだと知ると部屋にやってきて「スケベなの見せてよ」となんとAV鑑賞！マ○コをびっちょり濡らして僕に飛び乗ってきたから連続中…（11月18日、VENUS）
- イチャLOVEデート9 世界で1番大切な森沢かな（11月25日、セレブの友）
- 私、本名でセックスしてました。清楚美女すぺしぁる（12月2日、無名時代）
- 彼女のママの乳首チラッチラ。（12月19日、VENUS）
- 森沢かな23時間10分ベスト（12月25日、セレブの友）※単体ベスト

- 白衣の天使と性交（1月6日、ドリームチケット）
- 【VR】お仕事中のお姉さんは職場で制服のままM男の乳首をイジるのがお好き（1月14日、WAAP VR）
- マジックミラー号 ｢早漏に悩む男性の暴発改善のお手伝いしてくれませんか？｣空港で声をかけたCAに敏感チ○ポを励まし7（1月19日、ソフトオンデマンド）　まい名義
- 禁欲10日目の媚薬3（1月25日、セレブの友）
- コスビッチ3SEX（2月13日、セレブの友）
- 夫がいるのに不倫がヤメられない！？ドキドキの状況に燃え上がり中出しまで許してしまう欲求不満妻（2月13日、アクアモール）
- 縛り拷問覚醒 美肉の崩壊（2月19日、バミューダ）
- Twit○erで募集したファンの要望を撮影してみた3（3月13日、セレブの友）
- 寝取られ＆寝取らせ BEST（3月24日、クリスタル映像）
- いやぁん、見ないで下さい！衝撃のネトラレ不倫！！しかし夫が帰宅しても止まらない背徳感に中出しまで許しちゃう貞淑妻（4月13日、アクアモール）
- 感じすぎていっぱいおもらしごめんなさい…2（4月13日、セレブの友）
- 森沢かなアナル中出し3連発（5月13日、セレブの友）
- 見たかった所が見える 画期的エロプレイ！エアーセックス（6月9日、UMANAMI）
- M覚醒9（6月13日、セレブの友）
- 帰ってきた麗しのマネキン夫人～非モテ男の妄想！暴走！溺愛！同棲生活～（6月13日、VENUS）
- 【VR】ベロチュウデリヘル 本番オプション有（6月16日、KMPVR）
- 【VR】夢のオナクラ！！スケベな牝たちがヨダレだらだらで挑発、オマ●コ開帳オナニー！！ 川菜美鈴 吹石れな 森沢かな 清本玲奈（6月20日、KMPVR）
- 【VR】夢の一夫多妻制！！4人のドスケベ妻とハーレム中出しセックス！ 川菜美鈴 吹石れな 森沢かな 清本玲奈（6月20日、KMPVR）
- レイプ拷問 邪犯（6月23日、REAL）
- 退魔戦士リサ（6月23日、ギガ）
- 縛られた美人秘書05 恥辱のオフィス（6月25日、ビッグモーカル）
- 【VR】W痴女フェラVR 森沢かな 吹石れな（7月7日、KMPVR）
- 全裸訪問介護士ハーレム中出しスペシャル 川菜美鈴 清本玲奈 吹石れな 森沢かな（7月14日、BAZOOKA）
- S級熟女コンプリートファイル 森沢かな6時間（7月19日、VENUS）
- 夫の目の前で犯されて―同級生―（7月19日、アタッカーズ）
- 初ポルチオSEX 森沢かな（7月25日、セレブの友）
- 全身タトゥーの女 森沢かな（8月19日、バミューダ）
- 森沢かながアナタのセンズリ完全サポート！（挑発・淫語・中出しSEX）（8月25日、セレブの友）
- 奴隷色の美姉妹（9月7日、アタッカーズ）
- 【VR】長尺・高画質VR 森沢かな 生中出し オイルエステ 最高級射精デトックス（9月16日、ブイワンVR）
- 森沢かな22時間8分ベスト（9月25日、セレブの友）
- 媚薬で狂わせてハメ狂い最後にぶっかけられる女子アナ（10月3日、アリスJAPAN）
- 一途な姉と身勝手な妹に姉妹丼にされた僕（10月13日、セレブの友）
- 騎装戦士アルテミス（10月13日、ギガ）
- レイプ拷問 姦犯（10月27日、REAL）
- ボクの事を昔イジメていたヤンキー娘が美人妻になって健全なマッサージ店で性的サービスをしている情報を入手、それをネタに復讐ついでに中出しまでした件。7（11月1日、変態紳士倶楽部）
- ノンストップレズビアン2 森沢かな 波多野結衣（11月13日、セレブの友）
- 結婚目前NTR プロポーズに現れない彼女と最低な元カレの浮気中出し映像（11月19日、プレミアム）　香奈名義
- 僕を誘惑するカノジョの妹（11月25日、セレブの友）
- うちの妻が寝取られました。 新居住人との性交で味わった快感の虜になり妻がイイナリ玩具になっていたのです（12月13日、アクアモール）
- 姉妹溺愛レズビアン 森沢かな 佳苗るか（12月13日、セレブの友）
- 清楚ビッチ ホテル勤務わかな24歳（12月13日、下半身タイガース）
- 父が出かけて2秒でセックスする母と息子（12月13日、VENUS）
- 縛り拷問 黒マラと縄女（12月19日、バミューダ）

- アナタのお部屋でもどこでもスケベなメガネの人妻を派遣します（1月13日、セレブの友）
- S級熟女コンプリートファイル森沢かな 6時間其之弐 (2月1日、VENUS)
- 肉体に描かれた女の情念 刺青交尾 (2月9日、ケイ・エム・プロデュース）※「かな」名義／他出演：花咲いあん、吹石れな
- AV女優限定!無礼講すぎる大乱交合コン 3（2月13日、セレブの友）
- 子宮痙攣の寸止め! 逆絶頂SEX（2月13日、セレブの友）
- クレイジーロープ 狂気の縄に縛られた女（2月19日、バミューダ/妄想族）
- 秘書in… ［脅迫スイートルーム］（3月2日、ドリームチケット）
- 家の中に潜む影 知らない女に襲われて… ～レズビアンに狙われた若妻～（3月25日、ビビアン）
- 大暴露! 本音 (女子) トーク炸裂のレズビアン女子会 2（3月25日、セレブの友）
- 美人妻が通販で買った精力剤を飲んだら脳みそとろけるようなSEXで快楽トリップした話（3月25日、セレブの友）
- ヒロイン陵辱Vol.107 スーパーレディー編（5月11日、GIGA)
- 僕が愛したリアルダッチドール 8 (5月13日、セレブの友)
- 若妻は親戚たちの共同所有物（6月13日、オーロラプロジェクト・アネックス)
- 効果抜群！子宮直塗りの媚薬SEXドキュメント (6月13日、セレブの友)
- 失踪した愛しき妻のレイプ映像がDVDで送りつけられてきた... 犯され、輪わされ、絶頂させられ、徹底的に淫乱調教されていた... (6月25日、オーロラプロジェクト・アネックス)
- 人妻肉欲家政婦 エロ小説家に妻を好き放題弄ばれ中出しペットに調教されました (7月13日、アクアモール/エマニエル)
- パイパンマ○コ本番マットヘルス  (7月13日、セレブの友)
- はだかの主婦 国分寺市在住 森沢かな（32） (8月1日、プラネットプラス)
- スパンデクサー三部作 第一章：ムーンエンジェル 陵辱編（8月10日、GIGA)
- 森沢かな まるごと完全収録1185分BEST (8月13日、セレブの友)
- 最高の乳首イキ近親性交～母の敏感美乳首をつまんで引っ張りこねくり回す息子たち～ (8月19日、VENUS)
- 一年分の快感を五分で味わう兄の嫁の人生を変えた深イイ絶頂セックス (9月1日、VENUS)
- 禁断介護 (9月6日、グローリークエスト)
- もしも…「森沢かな」が○○だったら…。 (10月1日、プラネットプラス)
- HEROINE陵辱倶楽部08 サイバー戦隊ジャスティオン（10月26日、GIGA)
- 【G1】コスプレイダー 理想戦士ジャスティーヌ編（11月9日、GIGA)
- 帰ってきた麗しのマネキン夫人～非モテ男の妄想！暴走！溺愛！同棲生活～ (11月21日、VENUS)
- スケベな尻した腰振り美女の野獣になった発情4SEX 2 (11月25日、セレブの友)
- ドスケベ母を満足させるイッた直後の敏感オマ○コを再び激突き！速攻！追い討ちピストンSEX (12月1日、VENUS)
- 痴漢OK熟女 2 中出しSP（12月20日、ナチュラルハイ）
- もっとわたしを汚してください… 2 (12月25日、セレブの友)

- 剃毛女教師 恥辱の教室 (1月19日、バミューダ/妄想族)
- おもらし大好きです。ず～っとアナタを見つめながら淫語×中出し×快楽失禁SEX 何度イッても何度おもらししてもずっとずっとカメラ目線でイキまくります。 (1月25日、セレブの友)
- S級熟女コンプリートファイル森沢かな 6時間其之弐 (2月1日、VENUS)
- 寝取らせメモリアルヌード撮影会 (2月21日、センタービレッジ)
- 夫が出張に出たその日から豹変した義息子…強制中出し近親相姦×性欲処理のセックス調教された義母… 3 (2月25日、セレブの友)
- スパンデクサー・ムーンエンジェル ムーンエンジェルVS陵辱マシーン (3月8日、GIGA)
- 拷虐の潜入隷嬢 Episode-1:素顔が暴かれた瞬間に女はイキ狂う (3月13日、BabyEntertainment)
- 森沢かながごめんなさいと言うまでイカせ続けた件 (3月25日、セレブの友)
- 未亡人孕姦 義弟の肉欲 (4月7日、アタッカーズ)
- 夫の知らない淫らな愛妻 テニスサークルのコーチを連れ込んでヤリまくっているようなんです…。 (4月13日、アクアモール/HERO)
- 森沢かな まるごと完全収録1122分BEST2 (4月13日、セレブの友) ※単体ベスト
- 森沢かなの絶品美尻アナルをひびはたが責める3Pレズビアン (5月13日、セレブの友)
- 洗脳 潜入捜査官 (5月19日、バミューダ/妄想族)
- 義姉の家庭内売春SEX3 (5月25日、セレブの友)
- 魔性年 (6月6日、グローリークエスト)
- ご近所でチ○ポをシェア!若い男を喰いまくる肉食系の奥様たち (6月13日、セレブの友)
- 女教師強姦 放課後の惨劇 (7月12日、ケイ・エム・プロデュース/REAL)
- 私の彼氏（カレ）は疑似恋愛人形（メンズラブドール）(7月13日、セレブの友)
- あなた、許して…。 背徳の情事 (8月7日、アタッカーズ)
- 息子の嫁と義父 (8月8日、タカラ映像)
- 黒人生中出しNTR 不倫相手は逞しい黒光りチ○ポの外国人…そのデカマラに貫かれた人妻は肉欲愛に身を焦がす… 特典版2枚組 (8月13日、セレブの友)
- 既婚女子 接吻好き奥さんのイキ方 結婚4年目 かな28歳 (8月22日、AKNR)
- どんなオンナでも淫女に堕ちる凄まじい「産後の快感」! 産後処女を義父に奪われ一度イッたら痙攣アクメが止まらなくなる妻 (9月1日、ムーディーズ)
- 童貞宅に押しかけて誘惑する淫欲美人妻 (9月1日、我慢汁郎/妄想族)
- 「まだ勃ってるじゃん」と言って2回目を求める奥さん (9月12日、AKNR)
- 地味で夫にも相手にされない幸薄い人妻が唯一幸せを感じるのは…隣人の男と不倫SEXをしている時だけ (9月13日、セレブの友)
- 買い物帰りの奥さんにチ○コを与えたらバカイキする淫乱人妻だった (9月26日、AKNR)
- 出世できないダメ男×No.1風俗嬢 愛し合うウエディング生中出しSEX 2 (10月13日、セレブの友)
- 夫の前で痴漢に絶頂（いか）された妻（10月19日、VENUS）
- わたしの豚ヅラ、見てください。 (11月1日、ドリームチケット)
- 湯けむりに誘われた一泊二日の夫婦交換NTRパコパコ温泉旅行 (11月8日、LEO)
- 家族旅行で温泉に行ったら兄嫁に常に犯された俺 (11月21日、AKNR)
- 私は快楽狂いのド淫乱オナニスト (11月25日、セレブの友)
- キャンギャル狂想脚 Wキャスト (12月1日、ミル)
- 入院中の禁欲生活に耐え切れない息子が看護師のデカ尻義母に媚薬を飲ませると白パンスト擦りつけながら淫らに股間を滴らせ、カニバサミで中出しを求めた! (12月11日、V&R PRODUCE) 共演：大浦真奈美
- 森沢かな21時間14分ベスト 3 (12月13日、セレブの友) ※単体ベスト

- 牢獄の薔薇夫人 (1月1日、九龍）他出演：葉月美音、大浦真奈美、笹倉香
- 森沢かながお漏らし連発する職業コスプレSEX (1月13日、セレブの友)
- 会員制 人妻玄関ピンサロ ワタシのお口で気持ちよくしてあげる 4（1月19日、アクアモール/エマニエル）
- もったいないからザーメン全部舐めとってごっくんしちゃう! 節約ママのティッシュ性活（2月6日、グローリークエスト)
- 狂気の臨床実験 異常性欲者にされた女研究医の潮吹きイキ地獄 (2月7日、アタッカーズ)
- 監禁! 拷問! 調教! 絶叫! 絶頂! 強制絶頂絶叫拷問調教 限界突破エリート麻薬捜査官 歓涙する鍛え抜かれた肉体 (2月13日、AVS Collector's)
- 森沢かな大号泣!「もうダメぇ!気持ち良すぎて…おかしくなっちゃう!!」と言っても許してもらえない…禁欲からの連続絶頂地獄 (2月13日、セレブの友)
- 感じ過ぎてヒクつく美人妻が猥褻バニーコスでガン突き中出しビクビク卑猥イキSEX! (2月19日、美人魔女/エマニエル)
- ノーブラノーパンで挑発してくるスケベ奥さんが隣に引っ越してきた!（3月5日、グローリークエスト)
- 全身オイル×痙攣×エビ反り絶頂SEX (3月13日、セレブの友)
- わき毛が生えるまで監禁され続けてて (4月7日、アタッカーズ)
- ネトラレーゼ 妻が同僚に寝取られて中出しまでしてた話 (4月9日、タカラ映像)
- 新人の部下に調教されて快楽に溺れていった女上司2 (4月13日、セレブの友)
- 息子の嫁に恋をした義父 (5月1日、プラネットプラス)
- 何もわからない夫の前で義理の弟に抱かれて (5月7日、アタッカーズ)
- AV女優 裸コレクション 第十一弾（5月15日、V&R PRODUCE）他出演：佐知子、渚みつき、大浦真奈美、EMILY、早美れむ、奏音かのん、柊るい、佐伯由美香、目黒めぐみ、永瀬ゆい、森本つぐみ、冬愛ことね、高美はるか、篠崎かんな、美園和花、宮村ななこ、玉木くるみ、通野未帆、広瀬結香
- 夫が見ている前で… 義弟との交わりを夫に観察された若妻 (6月12日、なでしこ)
- 森沢かなを本気で酔わせてみる1日呑んだくれAVドキュメント!   (6月25日、セレブの友)
- 町医者老人の顔舐め中出し変態カルテ（7月23日、グローリークエスト)
- ママのリアル性教育（8月6日、グローリークエスト)
- 美人女将 被虐のアナル接待  (8月7日、アタッカーズ)
- 浮気がバレた絶倫ヤリチン夫を説教しにきた嫁の親友 (8月13日、VENUS)
- メガネに執着するストーカー男に、今日も私は犯される…  (9月13日、セレブの友)
- 「あと10分我慢して！」生のマ○コが気持ち良すぎてすぐイキそうな僕の童貞チ○ポをハードな腰使いで射精コントロールする欲求不満ママ～パパに内緒で日帰り温泉旅行～ (9月19日、VENUS)
- ワルプルギスの虜 悪魔の磔刑 (9月19日、ティーチャー/妄想族)
- きみをペット3（10月13日、セレブの友)
- 義父と嫁、密着中出し交尾（10月15日、グローリークエスト)
- たった7時間2人っきりにしてみたら…結果、10発セックスしてました。 (10月30日、ドリームチケット)

- 調教ペットちゃん かな (1月7日、ティーチャー/妄想族)
- 友人の母親と2人だけの秘密。おばさんに無理矢理中出しセックスしたことは…。 (1月19日、VENUS)
- 失われた恥毛 奇縄（2月1日、バミューダ)
- 禁断介護（2月18日、グローリークエスト)
- 夫の元上司に接吻調教された若妻 (2月25日、セレブの友)
- 媚薬緊縛レイプ 女たちを薬漬け姦淫（3月1日、ワルハラ）他出演：奏音かのん、うららか麗、稲場るか
- まるっと！森沢かな（3月1日、プラネットプラス) - 『はだかの主婦』・『もしも…「森沢かな」が○○だったら…。』2作併録
- Manko Device BondageXX 鉄拘束マンコ拷問（3月4日、グローリークエスト)
- 森沢かながやりたい事だけを撮影してみた (4月14日、セレブの友)
- SUPER FISHEYE FETISHISM 迫力興奮蜜写 New Feeling Trance Erotic AV Emotional Butt 牝肉尻 (4月26日、AVS collector’s)
- 僕さえこのまま引き篭もってれば、死ぬまでママに中出しできる。 (4月30日、Deepers)
- S級熟女コンプリートファイル 森沢かな 6時間 其之参 (5月1日、VENUS)
- 鬼犯スレイヤー (5月1日、ワルハラ)
- 巨チン姦 (6月1日、ワルハラ)
- 夫には言えない義父と私の関係 全6話VOL.03 (6月13日、Nadeshiko)
- 焦されすぎて地獄！イキすぎて地獄！強制イキ我慢は感度を上げる最強黒秘術! (6月14日、セレブの友)
- 森沢かな PREMIUM BEST スケベな本性が暴かれる! (6月18日、プレステージ)
- 鼻フック侵入犯（6月19日、バミューダ/妄想族）
- 15人の語りかけ誘惑オナニー撮り下ろし大全集! アナタだけを見つめて、何度も何度もイキまくる!  (6月25日、セレブの友)
- 縄酔い人妻 夫の出張中、私は元恋人の緊縛奴隷...。(6月26日、AVS collector’s)
- かよ（7月5日、めがね美人）　かよ（26）名義：素人動画
- 復讐の淫虐 監禁調教の果てに…（7月7日、アタッカーズ）
- 露出・輪姦・ぶっかけ願望に憑りつかれた女（7月15日、グローリークエスト)
- 突然押しかけてきた嫁の姉さんに抜かれっぱなしの1泊2日 (7月19日、VENUS)
- 失楽園性交―繰り返す密会、深まる愛…禁断不倫―（7月23日、人妻花園劇場)
- 喉責め絞首刑 (8月1日、ワルハラ)
- 入院生活が長過ぎておばさん看護師の透けパン尻でも余裕で勃起してしまう僕 3（8月6日、LEO)
- あの時のセフレは…友人の母親（8月12日、タカラ映像)
- 森沢かな BEST vol.1（8月19日、グローリークエスト)
- 幼い頃、一緒にお風呂に入っていた叔母さんと再び入浴…嬉し恥ずかし甥っ子バスタイム。（8月25日、ダスッ！)
- かな（8月25日、アイドリ）かな（27）名義：素人動画
- おしっこ114連発 98人（9月2日、グローリークエスト）
- 僕のことが大好きなママと、クラスで一番美人な友達のママで行った二泊三日の混浴温泉旅行（9月16日、グローリークエスト)
- おち○ぽ大好きお姉さんのフェラチオは好きですか？（9月16日、グローリークエスト)
- 南青山在住×結婚3年目 巨乳妻中出し かなさん30歳（9月19日、BiBiD）配信専用
- 女刑務所 屈辱と苦痛に引き裂かれた女のプライド（10月1日、ワルハラ）共演：波多野結衣、竹田まい、水沢つぐみ、加賀美まり、枢木あおい
- ウーマナイザーオナニー（10月21日、グローリークエスト)
- 喉責め絞首刑 02（11月1日、ワルハラ）他出演：夜空奈歩、夕季ちとせ、桜ゆり、佐倉里緒奈、黒木まり、鮎川るい、黒澤雪、高嶋奈々
- 失楽のエデン レイプされた上流階級の令嬢（11月1日、ワルハラ）
- 夜を使い果たして、朝陽が昇ってもずっとあなたと愛し合いたい 琴井しほり レズ解禁（11月9日、ビビアン）
- 森沢かな まるごと完全収録1216分BEST3（11月10日、セレブの友)
- 美人女教師の彼女はクラスの担任で部活の顧問でボクの恋人～年上彼女と朝から晩まで禁断情熱中出しSEX～ (11月23日、VENUS)
- 「おばさんが何回でも勃たせてあげる!!」素人熟女妻たちによる童貞筆下ろし17 ALL2連続生中出し 3組完全収録!（11月23日、クリスタル映像）
- セレブ生活の裏側（12月1日、プラネットプラス）

- 失楽妻 抑えきれない愛欲（1月4日、アタッカーズ）
- 引っ越し先で出会った髙校時代の家庭教師と背徳の昼下がり―。（1月11日、マドンナ）
- 暇を持て余したセレブ人妻たちのオトコを飼いならす淫乱不倫ハーレム性交（1月11日、ケイ・エム・プロデュース）
- 彼女に内緒で彼女の母ともヤってます…（1月11日、JET映像）
- オトコの娘専門! ペニクリアナル性交 チン潮オイルエステ（1月15日、ピーターズ）
- もう息子なしでは生きていけない…。母親が絶頂80回突破するエロス極限トランス中出し（1月25日、VENUS)
- 夫に内緒で義父に頼んだ妊活（1月27日、タカラ映像）
- 接吻コントロール（2月4日、ワープエンタテインメント）
- キャンピングカーでエッチしようよ! 4 森沢かな ～テントでトイレで車の中で! 森沢かながSEXしまくる小旅行! （2月9日、セレブの友）
- 不当解雇した年下上司の奥さんへ仕返しの復讐中出し（2月15日、アクアモール）
- S級熟女コンプリートファイル 森沢かな 6時間 其之四 (2月22日、VENUS)
- 「もうホテル入ろっ…」マッチングアプリでゲット!! セクシー美人妻は即効型の都合のイイ絶倫ビッチだった。 盛り妻: かなさん。（3月2日、NPJ）
- ママシ●タ実話（3月2日、グローリークエスト）
- ケツ穴のシワまで丸見えにして、アナタだけに見せつけるオナニーで激イキする15人の女たち!（3月8日、セレブの友）
- 【日常エロ】偶然遭遇した夢のようなエロシチュエーションで普段なら絶対無理めな彼女とのラッキースケベな体験がコチラ（6話）4（3月10日、LEO）
- 美女の足裏をふやけるまで舐めたい!（3月10日、レイディックス）
- 本番なしのマットヘルスに行って出てきたのは隣家の高慢な美人妻。弱みを握った僕は本番も中出しも強要! 店外でも言いなりの性奴隷にした（3月15日、溜池ゴロー）
- 復刻版 森沢かなの絶品美尻アナルをひびはたが責める3Pレズビアン (3月22日、セレブの友）※2019年作品に映像が追加されたもの
- 【ハメログ】森沢かなちゃんにお酒を飲ませたらヤリマンオーラが全開だったのでそのままハメ撮りしちゃいました（3月25日、チキチキカマー/妄想族）
- 乳首舐めベロちゅう手コキIII（4月19日、グローリークエスト）
- 極縄 第七章 美女木馬責め （4月21日、バミューダ）
- 森沢かな The Ultimate Best 8時間（4月27日、セレブの友）
- 取引先の傲慢社長に中出しされ続けた出張接待。（5月10日、マドンナ）
- 不良生徒の巣に堕ちた美人教師（5月17日、グローリークエスト）
- 僕の思い通りになる性処理人形を飼育してみた vol.11（5月24日、セレブの友）
- オ・ン・ナ♀ざかり（6月3日、ワープエンタテインメント）
- 妄想告白ブルマん娘（6月9日、フェチ娘）
- 乳首発狂 乳首愛こそ全て（6月9日、Mr.michiru）
- 夫婦念願の田舎暮らし…だがそこで村の青年団のデカチンを上から下からめりめり挿れられてめろめろにされた妻（6月14日、JET映像）
- 抱きたい元嫁（6月14日、タカラ映像）
- ママ友に裏切られてクソ底辺な男に中出しされる人妻 (6月21日、VENUS)
- 「こんなところでゴメンなさい…。でも、もう我慢出来なかったの…」 トイレが故障で使えず膀胱限界の放尿婦人 36人 (6月21日、アクアモール/エマニエル）
- 森沢かな2枚組ハイパーベスト4時間54分（6月28日、セレブの友）
- 隣家の地味奥さんに欲情した童貞の僕が立場逆転 汗だく逆種付けプレスで躾けられてしまった時の話です。（6月28日、マドンナ）
- 上司の前で・・ 私の妻がヌードモデルになりました。2（6月28日、ながえスタイル）
- 隣の美人妻 泥酔し部屋を間違え「ただいま～!」 (7月5日、プラネットプラス)
- 隣人の奥さんとのワリキリW 不倫で呼び出せばすぐに駆けつけ本妻では味わえない絶品フェラでごっくんまでしてくれる都合の良い精飲愛人妻 (7月5日、LUNATICS)
- 座ったままの男を一切動かさないS字尻振り騎乗位で骨抜きにする美尻キャビンアテンダント (7月7日、DANDY)
- 事務員の妻に得意先のクレーム対応を任せていたら理不尽な要求で謝罪させられ脱がされ巨根でパコられて… 僕が気付いた時には身も心も寝盗られてしまっていた的な話です……（7月12日、JET映像）
- 背後からの耳元囁きと布越し乳首カリカリでロングオーガズムに誘う悪魔的焦らしメンズエステ（7月19日、ムーディーズ）
- 美乳と膣内を粘着マッサージでまさぐられ失禁するほどイカされる人妻性感中出しサロン 夫のために綺麗になりたかっただけなのに―。 (7月26日、VENUS)
- 快楽求めてオナニー三昧! 動かぬ体で絶頂艶舞!  3  クネる淫体15選! (7月26日、セレブの友）
- 森沢かな BEST 究極スペシャル10周年軌跡（8月1日、バミューダ）
- 絶対本番禁止のデリヘル嬢にナマ中出し! 5  オイル素股でマ○コにチ○コを擦られてたら気持ち良すぎて思わずヌルっとナマ挿入! ダメよイヤよと嫌がりながら中出しされちゃう美おっぱい嬢（8月2日、グローリークエスト）
- パワハラ気質で生理的にぜったい無理な夫の上司に同行した地方出張で悶絶の絶倫巨根で突かれまくった僕の妻が健闘むなしく翌朝までには快楽堕ちしてしまった……的な話です（8月10日、JET映像）
- たった1分で直結してくれる愛人肉便器! 都合とアクセスが良すぎるおなマン不倫（8月16日、溜池ゴロー）
- 美脚パンストレズ（8月16日、ゑびすさん/妄想族）
- まるまる! 森沢かな（8月16日、なでしこ）※『息子の嫁に恋をした義父』『夫が見ている前で…』の2作品を完全収録
- 憧れの女上司と（8月23日、タカラ映像）
- 資産家の義父と嫁（9月5日、プラネットプラス）
- 同じマンションに住む綺麗な人妻をハメまくってヤリまくった話。（9月6日、アタッカーズ）
- 助平な義父に嫁入り前に触られてしまった息子のいいなずけ（9月6日、熟女大学/熟女卍）
- 「おばさんのカラダで勃起しちゃったの？」挑発的すぎる豊満なカラダがたまらないドエロおばさんに主導権とムスコをにぎられ、なすがまま生でヌプッ!! たっぷたぷの中出し白濁オツユがお尻まで垂れちゃうからチ●ポはまだまだ抜かないでっ!! 6（9月8日、LEO）
- 森沢かなが身悶えイキ狂う! 淫行・狂乱・卑劣すぎる4SEX（9月13日、セレブの友）
- 学生時代のセクハラ教師とデリヘルで偶然の再会―。その日から言いなり性処理ペットにさせられて…。（9月13日、マドンナ）
- 美人母娘、イタダキマス。数十年前に孕ませた女とその娘に会いに来ました。（9月13日、ダスッ！）共演：牧野みおな
- 絶対外発射させてくれない彼女のお姉さんが口から抜かずの追撃ごっくんで証拠隠滅! こっそり浮気フェラ（9月20日、ムーディーズ）
- 家庭教師でやってきた美人先生が、ご褒美くれると言うので勉強頑張ったら大人のエッチ過ぎる騎乗位と吸い付きベロキスで赴任期間中に中出し搾精されまくった（9月20日、グローリークエスト）
- 母の親友（9月20日、VENUS）
- 辛抱堪らん 義理の娘でもおじさんは（9月27日、タカラ映像）
- 娘の彼氏に抱かれた私。 無理矢理押し倒されたあの日からヤリまくった話（10月4日、アタッカーズ）
- 単身赴任してきたお隣さんを巨乳で誘惑 中出し杭打ちプレス逆NTR（10月4日、BeFree）
- Extreme（過激な）オナニスト! 3 森沢かな ～ 9オナニー145分（10月11日、セレブの友）
- JET映像7周年記念連続ドラマねとられ3部作 僕の嫁さんをねとられたからお宅の嫁をねとりかえす【第2話】森沢夫婦の場合（10月11日、JET映像）
- ノーパン出勤がバレて性社畜と化した美人上司と精子尽きるまで絡み合う濃厚中出し性交 (10月25日予定、VENUS)
- 心底嫌いな色ボケじじい社長に粘着セクハラされ続ける美人秘書（11月1日、グローリークエスト）
- 娘の前で雌犬のように激しく突かれて（11月1日、アタッカーズ）共演：工藤ララ
- 愛人にしたくなるほどイイ女 森沢かな丸ごと4時間中出しBEST (11月15日、アクアモール/エマニエル)
- 人妻の花びらめくり (11月15日、人妻援護会/エマニエル)
- 体の相性が最高すぎる夫の連れ子と都合の良い女の三日三晩あやまちセックス (11月15日、VENUS)
- 抜かずの六発中出し 近親相姦密着交尾 (12月1日、センタービレッジ)
- 同じマンションに住む押しに弱いデカ尻人妻お姉さん 無自覚に誘惑してくるピタピタジーパン姿に我慢できず連日中出し (12月6日、ミセスの素顔/エマニエル)
- 同僚のスマホに保存されたハメ撮り動画 (12月8日、アキノリ)
- 俺のいいなり素敵なヤリマン子ちゃん! かな（29歳）  (12月13日、ティーチャー/妄想族)
- 美しい人妻のねっとり甘い接吻と高級ランジェリーSEX 田舎育ちの僕を誘惑する都会暮らしの叔父の妻 (12月20日、Fitch)
- 同じマンションの人妻がエロ過ぎて…（12月27日、タカラ映像）

- 森沢かな2枚組ハイパーベスト2  8時間41分（1月10日、セレブの友）※単体ベスト
- 美熟女ヌード観察50人（1月24日、ケイ・エム・プロデュース）
- 「僕、結婚するんだよね」 そうなんだ…じゃあ今夜は君を寝かさないから…12年ぶりに元カノと朝陽が昇るまで中出ししまくった結婚前夜の僕。（2月8日、アタッカーズ）
- 婚約したばかりの僕に耳元で不倫を囁いてくる W女上司の密着逆3Pでねっちょり誘惑中出し（2月7日、ムーディーズ）
- 転勤先で性欲を持て余した30代田舎妻を強引なNTRキスでマ○コを蕩けさせて1日3人喰いまくる（2月9日、ナチュラルハイ）
- 寝取らせ検証『綺麗な裸を残しておきたい』メモリアルヌード撮影で共演した夫よりも若いモデルの他人棒を見て愛液を垂らした妻はその後、SEXしてしまうのか? VOL.15（2月9日、コスモス映像）※「カナコさん（32）栄養士」名義　他出演：市川愛茉
- 昇給がかかった僕は女上司の《逆》言いなりペット（2月14日、マドンナ）
- JET映像7周年記念 森沢かな5タイトルノーカットフル尺ベスト3枚組620分（2月14日、JET）※『彼女に内緒で彼女の母ともヤってます…』『事務員の妻に得意先のクレーム対応を任せていたら理不尽な要求で謝罪させられ脱がされ巨根でパコられて… 僕が気付いた時には身も心も寝盗られてしまっていた的な話です……』『パワハラ気質で生理的にぜったい無理な夫の上司に同行した地方出張で悶絶の絶倫巨根で突かれまくった僕の妻が健闘むなしく翌朝までには快楽堕ちしてしまった……的な話です』『夫婦念願の田舎暮らし…だがそこで村の青年団のデカチンを上から下からめりめり挿れられてめろめろにされた妻』『僕の嫁さんをねとられたからお宅の嫁をねとりかえす【第2話】森沢夫婦の場合』の5タイトル完全収録
- 近親素股プレイでハプニング！！姉がセックスの伝授中にガマン出来ずにヌルンと挿入（2月16日、LEO）
- フルコース完全制覇 全体位中出しSEX（2月28日、バミューダ/妄想族）
- 【シコり過ぎ注意】個撮・ドスケベ娘・ギャル・ハメ撮り かなたん（2月28日、チキチキカマー/妄想族）
- 森沢かな 裏BEST（3月1日、バミューダ）※単体ベスト
- 転生したら推しの子だった～AVエリートの俺と人気セクシー女優の母が極秘で楽しむ非人道的プライベートセックス～（3月14日、VENUS）
- 素人娘の全裸図鑑 29 今時の女の子13名が恥らいながら脱衣していく様子をじっくり撮影した、変態紳士のためのヘアヌードコレクション（3月21日、かぐや姫Pt/妄想族）
- 愛妻交換 後輩の妻と俺の妻を交換して中出ししまくった4日間の記録。（3月21日、溜池ゴロー）
- 弟の巨根を溺愛! 無防備が過ぎる姉の過激誘惑! 全裸よりSKBな透明バニー痴女のベロキス杭打ち騎乗位（3月28日、クリスタル映像）
- 色気が溢れる大人の女に耳舐めされながら甘い吐息で囁かれる下品な淫語責め（4月4日、Fitch）
- 隠れドMな僕は、実はドSだった彼女の友達・かなさんに利害関係バッチリ痴女責めされまくって、彼女への愛も虚しく敗北射精からの証拠隠滅ごっくんされまくった…（4月4日、グローリークエスト）
- 男性介護ヘルパー達の性玩具にされた献身妻 私は犯されている時だけ孤独を忘れられるの…（4月4日、アタッカーズ）
- かな先生が赤ちゃん言葉で好きなだけ甘えさせてくれるおとなの中出し保育園（4月11日、VENUS）
- お母さんに毎日好き好きオーラを浴びせた一ヶ月後、理性が外れたお母さんと子作りセックスを何度も何度も繰り返した。（4月11日、ダスッ！）
- 大乱交合コン開催! 都合のイイ絶倫ビッチ美女vsイケメン! 本能のまま、家中で精子とマン汁果てるまで生パコしまくり! 即効型の抱けるOL2人組! 5（4月14日、赤面女子）共演：大浦真奈美
- ノーハンドフェラは奴隷の証! 7 手を使わずにフェラチオする12人の素人娘（4月18日、かぐや姫Pt/妄想族）
- Wレースクイーン拘束逝かせ 2（4月18日、ミル）
- あの日、あの時、あの場所で、アナタに抱かれてからー なぜだか毎日口寂しくて…。 背徳の巨根フェラチオNTR（4月19日、エムズビデオグループ）
- ‘INGO’ IN GOD ECSTASY 耳元で下品な卑猥語を囁いて男達の下半身を狂わす! スケベ痴女淫語（4月25日、AVS Collector's）
- 隣に引っ越してきたスレンダー美女は、明るい雰囲気を出しながらもいつも寂しげ…元人妻と我を忘れて中出しセックス（4月25日、ROYAL）
- 昼下がりの美人人妻の裏顔 種無し旦那のために精子を溜めた倦怠期ご近所男を呼んで何度もマッサージと中出しを愉しむ人妻自宅エステ（5月2日、ムーディーズ）
- 森沢かな BEST OF BEST 誘惑痴女もアナルSEXも魅力溢れすぎ8時間（5月2日、ムーディーズ）※単体ベスト
- Extreme（過激な）オナニスト! 34 森沢かな 2 ～9オナニー152分（5月9日、セレブの友）
- 隣のぷりけつ人妻の無意識な尻肉挑発に興奮してフル勃起のデカチンで旦那の留守中イキまくるまで鬼突きしてしまった…（5月9日、JET映像）
- チ○ポ狂いのドスケベ肉感ボディ奥様 VIII（5月9日、クリスタル映像）
- マッチングアプリでゲットした人妻は学生時代の超一軍女子…露骨に嫌な顔してるけどパンツの中はヌレヌレで欲求不満が隠せない（5月16日、VENUS）
- 綺麗だと憧れていた友達のお母さんとマッチングアプリで再会。緊張の糸が切れた二人は、理性を捨てて本能のまま交じり合った。（5月23日、ダスッ！）
- 不倫中の担当ナースを退院までの一週間、口止め料精飲ご奉仕させた（6月6日、ムーディーズ）
- 美女ベスト森沢かな 4時間 長身スレンダーマドンナ（6月13日、Mellow Moon）※単体ベスト
- S級熟女コンプリートファイル 森沢かな 6時間 其之伍（6月13日、VENUS）※単体ベスト
- 連日の夫婦喧嘩に疲れた僕は、義母の優しさに甘えて何度も何度も中出ししまくった（6月13日、アリスJAPAN）
- Red Dragon（6月13日、ゴールド/妄想族）
- 美脚ハイレグバニー中出し痴女（6月20日、ミル）
- 僕だけが知っている女上司の裏顔。会社ではネットとメールだけ、一言もしゃべったことがない仕事一筋キャリア・ウーマンに突然デートに誘われて、 「君の恥ずかしい姿を見せてごらん」と一日中チ○ポなぶられて中出し 営業部課長・森沢さん（6月27日、本中）
- エッチなお姉さんが痴女ってくる中出しOK回春アジアンメンズエステ（6月27日、痴女ヘブン）
- うちの息子は性欲モンスター 色白巨乳のママ友に何度射精しても収まらない勃起。（6月27日、ダスッ!）
- 鉄フック マ○コ引き裂き失禁拷問 美女教師 痙攣アヘ顔 膣イキ狂い（7月4日、ワンズファクトリー）
- W Ma○ko Device BondageIV 鉄拘束マ○コ拷問（7月4日、グローリークエスト）
- 綺麗な近所の奥さんが（7月11日、タカラ映像）
- 先輩の奥さんと即ハメW不倫 最高の浮気相手と時間の許す限りフルでまぐわう会ったらヤルだけ中出しセックス（7月11日、VENUS）
- 犯々 Sっけだして童貞犯したいけど 本当はドMで変態的に犯されたいです。（7月11日、ROOKIE）
- 娘の不在中、娘の絶倫彼氏に犯され理性が吹き飛ぶまで何度もイカされて… エビ反り痙攣絶頂連発の中出し性交（7月14日、人妻花園劇場）
- 今からこの母子家庭を犯して壊します… 10数年前にレ×プした女が孕んだ愛娘のワレメを監禁中出し輪姦（7月18日、ムーディーズ）
- 既婚者合コンNTR ～寝取られ願望を持つ2組の夫婦～ （7月18日、溜池ゴロー）
- 欲求不満なサキュバスおばさんに誘惑され輪○わされる僕（7月25日、ダスッ!）
- リフォーム輪姦NTR（7月25日、マドンナ）
- 欲求不満の美乳尻妻が男達を喰いまくる 性欲モンスター肉感ボディ猥褻マゾ妻 痴女＆マゾの性癖を持つドスケベ奥様（7月25日、熟女はつらいよ/熟女卍）
- 全裸美女図鑑 厳選パイパンま○こ50人（7月25日、ケイ・エム・プロデュース）
- ATTACKERS 女優名鑑 森沢かな 14時間（8月1日、アタッカーズ）※単体ベスト
- 森沢かなの凄テクを我慢できれば生★中出しSEX!（8月1日、ワンズファクトリー）
- ゴミ屋敷に監禁されたセレブ妻が媚薬でイカされ続けて細腰美尻をくねらせるキメセク汗だく潮吹きアクメ（8月1日、ムーディーズ）
- デカチン完堕ちNTR 汗臭い業者達のごん太巨根をぶち込まれ恥ずかしいアソコをメリメリ配管工事されためっちゃ美人な貞淑妻（8月11日、JET映像）
- 角オナニー 擦り付けたら止まらない 7 11人（8月11日、かぐや姫Pt/妄想族）
- 旦那の上司の昇進祝いで犯されまくり NTR人妻ホームパーティー 酔った美乳尻嫁がドスケベ全開で乱れまくり（8月15日、カルマ）
- 兄嫁 ひとつ屋根の下の夜這い強要（8月15日、溜池ゴロー）
- どちらが俺にとって最高の愛人か競い合え 通野未帆・森沢かな（8月15日、ムーディーズ）
- 息子は煩悩まみれの肉食獣―。首絞め・イラマ・固定バイブで完全メス堕ちする母親（8月22日、VENUS）
- 森沢かな The Ultimate Best 8時間 2（8月22日、セレブの友）※単体ベスト
- 黒パンストデカ尻叔母さんの無自覚挑発に我慢できずデカチン甥っ子即ハメ元気ピストンでイカセまくって何度も中出しした。（9月5日、ルナティックス）
- 波多野結衣監督デビュー! ほろ酔いいちゃラブドキュメント横浜お泊りデート（9月5日、グローリークエスト）
- 「SMプレイで寝取られたい…」 即マン再び！セクシー美人妻は即効型の都合のイイ絶倫ビッチ。 【SM寝取らせ編】盛り妻：かなさん。（9月5日、NPJ）
- おっさんラッキー（9月12日、タカラ映像）
- 私達は子供を保育園に預けている間、互いのパートナーを裏切り、肌を重ね続けました。（9月12日、ダスッ!）
- 「おばさんの下着で興奮するの?」脱ぎたてのパンティで甥っ子の精子を一滴残らず搾りとる叔母（9月19日、VENUS）
- ピンサロ行くほどフェラ好きなの…? キミ（彼氏）が2度と風俗行けないように10回転分のすっごいフェラでヌキまくってヤルからな!（9月19日、ムーディーズ）
- 蒸れ臭美脚濃厚接触レズ（9月19日、ゑびすさん/妄想族）
- 美熟女たちがお風呂で手コキ・パイズリフェラ発射! 23人VOL.02（9月20日、プラネットプラス）
- 旦那との子作りセックス直後の濃厚上書き中出し不倫SEX（9月26日、ダスッ!）
- 週末限定、夫婦交換 妻が他人に抱かれる夜（10月3日、アタッカーズ）
- 会社飲みで終電逃してオンナ上司の家にお泊りしたら早漏なのがバレて金曜の夜から月曜の朝まで強制射精させられたボク（10月3日、ワンズファクトリー）
- いちゃラブ宅飲み濃厚べろちゅう密着せっくちゅ 森沢かなが彼女になった日（10月3日、桃太郎映像出版）
- SNSをざわつかせる裏アカ絶倫主婦と金玉空っぽ無制限性交!!（10月5日、プラネットプラス）
- 家計の為に仕方無く…ヌ～ドモデルをやらされた妻……（10月10日、JET映像）
- 大丈夫、おばさんに任せて!! 5（10月12日、LEO）
- 友達の母親～最終章～（10月12日、センタービレッジ）
- オヤジ上司の舐め犯しベロキス調教で寝取られた人妻OL（ワタシ）…（10月17日、ムーディーズ）
- 【ASMR主観・JOI・上から目線オナニー映像】普段は上品で清楚なのに僕にだけ下品に射精支配させる 隣の奥さんの見下ろしちんしこ中出しオナサポJOI 一緒にイクイク射精スペシャル!（10月24日、本中）
- カメラを止めないノンストップ！「森沢かな」が白目をむいてイキまくった120分!（10月24日、セレブの友）
- 従順で押しに弱い保険外交員の人妻はセクハラ整体師の肉オナホにさせられています…（10月24日、マドンナ）
- 超失神級の溢れ出る勃起フェロモン女優歴11年目ぱない極上ぬきテク今が最高にエロい! 素人ち○ぽにたかって不覚アクメ! 森沢かなの本気みせます! 逆ナンバコバコワゴン（10月24日、ダスッ!）
- 旦那が近くにいるのにクチに出された精子を不意打ちゴックンした奥様は不倫記念と言って会う度に精子を飲んでくれるようになりました（10月26日、YONAKA）
- 仕組まれた相部屋レズ 上司と部下の関係からご主人様と奴隷の絶対服従にまで百合堕ちしたペット化レズビアン 森沢かな 木下ひまり（10月31日、ビビアン）
- 転勤で田舎に引っ越した僕は、下の階に住む奥さんに毎日誘惑されて何度も中出ししてしまった…（11月7日、BeFree）
- 息子の受験合格の為に肉体を捧げたお受験ママ（11月7日、KSB企画/エマニエル）
- 派遣マッサージ師にきわどい秘部を触られすぎて、快楽に耐え切れず寝取られました。（11月14日、ダスッ!）
- 【パコパコ動画】このイチャラブカップル! エロ過ぎて無理 www（11月21日、チキチキカマー/妄想族）
- おっパブ、ソープ、メンズエステ…どの店に行っても息子を溺愛する母親が抜きにくる風俗フルコース相姦（11月21日、VENUS）
- Extreme（過激な）オナニスト! 55 森沢かな 3 ～9オナニー162分（11月28日、セレブの友）
- 射精管理とご褒美中出しで学校も童貞も卒業させてくれるデカ尻痴女教師（11月28日、ダスッ!）
- 義父に10秒だけの約束で挿入を許したら…相性抜群過ぎて絶頂してしまった私。（12月5日、アタッカーズ）
- 私みたいなオバさんでもいいの? 教え子の猛アタックに負けたセックスレス女教師が好き好き中出しピストンに溺れ子宮グチャドロ狂いイキ!（12月5日、ワンズファクトリー）
- 産婦人科痴漢乳がん触診編 17人（12月7日、LEO）
- 「2週間だけ君のセフレになるね」夫の不倫旅行に気付いた私は、アプリで知り合った男の子と夜にしがみついて何度もキスを求め合い、理性を失う程セックスに溺れるしかなかった。（12月12日、ダスッ!）
- 受付嬢NTR ～単身赴任中の1週間、傲慢上司に寝取られた妻～（12月12日、マドンナ）
- 泣きジコりNTR もうすぐ語学留学する僕が家庭教師の既婚女性と別れを惜しんで泣きながら夢中でSEXした話（12月12日、JET映像）
- かなって幸せそうでムカつくから旦那の前で輪姦してよ! 胸糞映像! 媚薬ガンギマリ失禁絶頂中出し墜ち（12月19日、Fitch）
- 憧れのかな先生のムチムチな白肌美乳デカ尻と優しさに発情して…暴走ピストンで何度も中出ししてしまった性欲モンスターなボク（12月19日、プレミアム）
- コ●ケで人気のカリスマ美人レイヤー完全服従計画（12月21日、ソフトオンデマンド）
- 縛り拷問 女を吊るして責めまくり! 縛られて嬲られる5人の哀れな美女（12月22日、ワルハラ）
- ダメ男を惹きつける幸薄女～ナマ挿入中出し4SEX～（12月26日、セレブの友）

- 私、早漏な男の子って好きなんだ」 僕は既婚者なのに職場の同僚に誘われて、窒息するほどのキスと妻を忘れてしまうほどの中出しセックスに溺れてしまった。（1月2日、アタッカーズ）
- 嫌いな義父に夜這いされて…（1月2日、ワンズファクトリー）
- 爆発奥さん 気品溢れる若妻の下品でドスケベなハメ潮11連発（1月2日、桃太郎映像出版）
- 憧れの近所のオバさんに念願の種付け-実写版- 販売数3万部 生ハメ、中出し、限界までハメ倒しノンストップ26発射精（1月2日、ムーディーズ）
- 勝手にREC: 嫌々寝取らせハメ撮り。 セフレ人妻を寝取らせた後に追撃8発ヤッてあげた。 即ハメ妻: かな。【続編】（1月2日、NPJ）
- 「来年、3人でまた旅行に行こうね…」息子の手術費用を稼ぐために、愛する妻が1年間資産家の肉便器になる契約を結びました。（1月3日、ミセスの素顔/エマニエル）
- 男女逆転。旦那を奪い合う甘熟痴女ハーレム（1月9日、ダスッ!）
- マジックミラーNTRエステ 隣で美乳スレンダーな彼女が寝取られているのに、僕は巨乳お姉さんの凄テクに抗えず、生中セックスしてしまった。（1月9日、Hsoda）共演：橘メアリー
- 森沢かな 初総集編 The First Best 8時間（1月9日、マドンナ）※単体ベスト
- やっぱり、妻が好きだ! 倦怠期だった僕ら夫婦が久しぶりにSEXしたら...やっぱり体の相性抜群で朝まで何度も求め合った!!（1月23日、ムーディーズ）
- ラブホにこもって、一切の台本ナシの酔っぱらいSEXデート（1月30日、セレブの友）
- 嫌がりながらおち○ぽ舐めても、下品で美味そうにしゃぶり続ける人妻。（1月30日、ダスッ!）
- 大嫌いな上司の乳首コネくりが気持ち良すぎて何度もエビ反りチクイキ失禁してしまったワタシ（2月6日、ワンズファクトリー）
- メスカツ アイジョウ20％アイショウ80％ 都合のいい関係（2月6日、ディープス）
- 新・世界一ザーメンを大量に発射する男の超ぶっかけSEX（2月13日、ROOKIE）
- 森沢かな BEST Vol.2（2月13日、グローリークエスト）※単体ベスト
- ママ友に誘われたマッチングアプリで、‘推しの年下’を一緒に甘く飼い慣らす（2月13日、マドンナ）
- 妻のスイッチが入る瞬間（とき）…テクニシャンな指圧師に一番敏感な愛の呼び鈴を執拗に鳴らされ続けて…（2月13日、JET映像）
- 旦那の出張中に酔った勢いで逆ナンパして終電過ぎても何度も何度も中出しSEXに持ち込むドエロい人妻×ハシゴ酒（2月20日、ムーディーズ）
- 知人デリヘル。本番ナシのデリヘル呼んだら、高圧的な社長がやってきた。（2月27日、ダスッ!）
- まん汁垂れ流し! 吸って震えるクリトリス吸引バイブでクリイキが止まらない! ウーマナイザーオナニー3（2月27日、グローリークエスト）
- 高飛車パワハラ女上司と出張先で相部屋に… 帯で身体を拘束し、頭真っ白になるほど子宮を突き上げ憂さ晴らし連続中出しでメス堕ちさせた（2月27日、ROYAL）
- S級熟女コンプリートファイル 森沢かな 6時間 其之六（2月27日、VENUS）※単体ベスト
- 未亡人になった息子の嫁。（3月5日、アタッカーズZ）
- 「もうイッてるってばぁ!」状態で何度も中出し!（3月5日、WANZ）
- ヤバイほど極限まで乱れ狂った「アヘ顔絶頂」オナニー（3月12日、セレブの友）他出演：波多野結衣、弥生みづき、新村あかり、深月めい、三舩みすず、かなめりあ、結菜さき、末広純、望月あやか、花芽ありす、小松杏、枢木あおい、今井えみ
- フェラチオ美魔女! 森沢かなフェラチオベスト!（3月12日、セレブの友）
- ～夫の上司に犯される最強美女～捜査官を辞めて妻になったのに…（3月19日、ムーディーズ）
- MILU-キャンギャル狂想脚アメイジング（3月19日、ミル）他出演：咲野瑞希、桃愛ゆえ、大槻ひびき、浜崎真緒、永原なつき、黒川さりな、美月恋
- 推しの接吻は見てられない! （3月20日、レイディックス）
- パンスト美脚CA 固定ディルド利き竿ゲーム! 驚異的マ○コ感覚でズバリ当てたら賞金GET! 罰ゲームは5本のチ○ポと強制乱交SEX!?（3月26日、AVS collector’s）
- タダまんチャンス! 彼氏と別れたばかりの適齢期のお姉さんは人肌恋しいからちょっと押したらすぐヤレる!（4月2日、NPJ）
- 尻穴拡げさせられ女教師性奴隷 生徒に弱みを握られた女教師のアナル丸出しイキ強要暗黒学園生活（4月2日、ムーディーズ）
- 三か月ぶりに出張から戻った夫と早くセックスがしたい欲求不満の妻が息子のチ●ポと夫のチ●ポを間違えて即挿入する高速杭打ち騎乗位ロデオ相姦（4月2日、VENUS）
- 恥辱のおしがま不倫 鍵をなくして我慢しきれずに玄関先で漏らしちゃったかなさんが、偶然見ていた甥っ子と夫には言えない性癖に溺れていく話。（4月2日、アタッカーズ）
- MOODYZファン感謝祭 バコバコバスツアー2024 AV男優発掘＆育成スペシャル!! AV男優を目指す素人16名とAV女優16名の1泊2日大乱交ツアー! （DVD：4月2日／Blu-ray：4月16日、ムーディーズ）共演：葵いぶき、石原希望、楪カレン、松本いちか、森日向子、弥生みづき、AIKA、大槻ひびき、波多野結衣、ちゃんよた、浜崎真緒、美園和花、姫咲はな、響乃うた、橘メアリー、末広純、沙月恵奈、倉本すみれ、乙アリス、新井リマ、岬あずさ
- 白亜メッシー令嬢（4月4日、バミューダ）
- 森沢かな 8時間（4月9日、タカラ映像）※単体ベスト
- 甥っ子は私の彼氏だからね！ 二股もぎたて叔母サンドイッチ（4月9日、ダスッ!）共演：東条実澪
- 涙のノンストップ激イカせSEX38（4月9日、セレブの友）
- ケツ穴のシワまで丸見えにして、アナタだけに見せつけるオナニーで激イキする15人の女たち！vol.3（4月9日、セレブの友）他出演：白木優子、春菜はな、西村ニーナ、華澄結愛、千鶴えま、三舩みすず、彩川ゆめ、有村麻衣、かなめりあ、岡西友美、有岡みう、しおかわ雲丹、田中ねね、乃々河奈緒花
- マッチングアプリで出会ったのはM性感で働く女王様だった!『まずは身体の相性を確かめなくちゃ♪』なんて言われるがままに怒涛のド痴女責めでM男調教されカップル成立!?（4月11日、LEO）他出演：波多野結衣、新井リマ
- おっぱい道（4月11日、WildOne）
- KMP 顔が可愛いは正義だ！最高の美形を近距離で愛でる3作品完全収録!! （4月15日、	まいゆあ工房）他出演：天川そら、悠月リアナ ※「顔面特化アングルVR ～びしょ濡れで部屋に来た『大嫌いな女上司』と濡れ髪ド変態SEX～」を収録。
- KMP 旦那だけじゃ満足できない性欲旺盛な奥様が出演する3作品ノーカット収録（4月15日、	まいゆあ工房）他出演：都月るいさ、戸川なみ ※ VR「	相部屋で密着の一夜 舐めしゃぶ中毒の人妻オンナ上司と不倫中出し性交」を収録。
- おばさんだけど…イイの?」 二度目の青春に火が付いたパート妻二人は欲情する若い男と不倫中出しに溺れていった…（4月23日、痴女ヘブン） 共演：通野未帆
- お尻が言うこと、聞かないんです。デカ尻に支配され、本能に抗えないムチムチお姉さんの誘惑。（4月23日、ダスッ!）
- 悶絶クンニMANIAX（5月7日、ワンズファクトリー）
- 大好きな妻が僕の目の前で職場の同僚とセックスしていたのに、何故か僕のチ〇ポがギンギンに勃起した。（5月7日、アタッカーズ）
- ヤリマンワゴンが行く!! ハプニング ア ゴーゴー!! 森沢かなとリズの珍道中 魅惑のセクシー濡れジト目で疼きMAXの痴女られ車内性交（5月7日、桃太郎映像出版）
- 美人上司に出張先でデカチンがバレて…強引に連れ込まれた相部屋で強制中出し肉ディルドにされた僕（5月7日、Fitch）
- やらせてっ、おばさん!! 7（5月9日、LEO）他出演：橘メアリー、妃ひかり
- あなたの彼女を200％痴女化させるためのHow to M男講座 ベテラン超絶技巧のAV女優3名の先生によりドSな授業開講スペシャル!! （5月9日、SODクリエイト）共演：大槻ひびき、紺野ひかる
- コールセンターの妻 受話器越しに聞こえる受付妻の切なげな吐息（5月14日、JET映像）
- オフィスで2人きりになった瞬間にセックスする女上司と部下（5月14日、VENUS）
- DAS1 GIRLS MEMORIES 森沢かな 1st BEST（5月14日、ダスッ!）
- 「森沢かな」を本気で酔わせたら～性欲暴走リアルSEXドキュメント（5月14日、セレブの友）[39]
- ハメたい時はノーパン黒パンストですぐ駆けつける体汁好きおもてなし精飲CA14発ごっくん（5月21日、ムーディーズ）
- となりの大学生を悩殺して浮気に溺れた地味妻 虜になったお隣さんと夫が出張中に生ハメ中出し三昧（5月21日、アクアモール/エマニエル）
- 【ASMR×完全主観】声の出せない状況でこっそり誘惑痴女の囁き淫語オナサポ12発射精（5月23日、SODクリエエイト）他出演：大槻ひびき、紺野ひかる
- お前の母ちゃん、ち○ぽ狂いの変態女。息子の親友に女を思い出させられて’オホ声マゾ’にさせられました。（5月28日、ダスッ!）
- セクハラママさんバレー! 8 ハイレグブルマ姿の人妻9人が挑む過酷なエロトレーニング（5月28日、かぐや姫Pt/妄想族）他出演：斎藤あみり、佐久良咲希、水原みその、並木あいな、天海一華、森日向子、橘京花、仲川そら
- 実写版 美人教師は羞恥の虜（6月4日、FunCity/妄想族）
- せがれの担任女教師（6月4日、熟女大学/熟女卍）
- 孕んだのはどっちの子? 夫との子作りSEXの後、同居する義父に中出しされ続けた末にデキたのは…（6月4日、ムーディーズ）
- どこでもおしっこ! 素人娘の大放尿28人 スロー再生でじっくり鑑賞できるマニア向け映像 9（6月4日、かぐや姫Pt/妄想族）
- 「おはようございます。スマイルサービスです」業務中は何をされても常に笑顔の、顧客満足度最高水準家事代行サービスに密着（6月6日、SHIGEKI）共演：黒川すみれ、さつき芽衣
- 兄嫁と中出ししまくった数日間（6月11日、タカラ映像）
- セフレちゃん かな ー会えば絶対ヤラせてくれる女ー（6月11日、ティーチャー/妄想族）
- 超美顔妻に見つめられながら何度もしゃぶられて、ボクは何度も爆ぜまくった。（6月11日、VENUS）
- 息子を名門私立にイレたい品の良いお受験ママが保護者面談で性欲にまみれた学園長のドス黒くてくっさい巨根をイレられねとられる（6月11日、JET映像）
- 淫乱の刻印 絶望実況配信（6月25日、オーロラプロジェクト・アネックス）
- 彼氏いない歴=年齢の豊満デカ尻芋女をお持ち帰り姦したら地味な癖に官能的な肢体だったので、バッチバチにハメ管理してやった。（6月25日、ダスッ!）
- 【逆・立場逆転!!】見下していたお姉さん社員2名に童貞がバレて、W逆3Pわからせ痴女でオス人権剥奪されちゃったザコ上司の僕。（7月2日、グローリークエスト）
- 十年ぶりに再会した清楚だった同級生は色気漂う淫乱女に変貌していた!（7月5日、プラネットプラス）
- 権威失墜NTR 男どもの汚い巨根でアソコを掻き回され悔しいけれど我慢できずアヘ顔を皆に晒したインテリ女CEO（7月9日、JET映像）
- 顔面騎乗オナニーでイキまくる14人の女優たち（7月9日、セレブの友）他出演：白木優子、波多野結衣、新村あかり、橘京花、愛瀬ゆうり、今井えみ、深月めい、加藤結衣、一条みお、藍芽みずき、望月あやか、田中ねね、有栖舞衣
- 近所の欲求不満な発情妻に勃起〇を飲まされて、いきなりしゃぶられて2回連続で発射させられて、中出しで筆おろしまでされてしまった僕。（7月11日、LEO）共演：末広純、美園和花
- 股間まで3cm! シックスナイン施術でアソコの熱気が伝わるほど顔ギリギリに近づけ誘惑する確信犯メンエス嬢 VOL.2（7月11日、DANDY）他出演：黒川すみれ、橘京花
- 息子のサッカーコーチに恋をして。オトナの第二の青春に火がついてしまい子供が帰ってくるまでの昼下がり時短中出し不倫に溺れていったワタシ…（7月16日、ムーディーズ）
- 母さんを女性として意識してしまった僕は、親子の一線を余裕で超えて中出し同棲セックスをしていた。（7月23日、ダスッ!）
- 森沢かな 緊縛育成Special（7月23日、ブラックドッグ/妄想族）※単体ベスト
- ド田舎人妻嬲られ地獄（7月23日、ケイ・エム・プロデュース）共演：吉根ゆりあ
- 誘惑上手なクラスメイトの母親 肉棒精通じゅぼ抜きフェラ まん汁びしょ濡れオナニー 二人だけのヤリまくり中出し卒業式（7月23日、VENUS）
- 今、セフレで一番エロい推し妻、紹介します。チ〇ポ大好き誰の精子でも美味しくごっくんする美顔セフレ妻かなさん29歳（7月25日、コスモス映像）
- 僕の身代わりに悪質クレーム謝罪で土下座してくれた同僚OLがカスハラ共同便女にされているのを見て思わず…クズ勃起（8月6日、山と空/妄想族）
- いつも胸元ざっくり谷間を見せつけてる送迎帰りの○○園ママさん 信号待ちで声かけて家までついて行っちゃいました。旦那定時の9時⇒17時ノンストップおっぱい堪能生ハメ不倫中出し（8月6日、NPJ）
- ラッキーな胸チラを発見し、気づかれないように見てたけど、やっぱりバレてた?! 28～ヨガインストラクター編～ （8月8日、LEO）他出演：橘メアリー、乙アリス
- 内緒でエグい接客してくれた美人CAをグルにして可愛い後輩CAに発情リキッドを盛ったら何度も求めるヤリマンになった（8月8日、DANDY）共演：森日向子
- 高級下着メーカーで試着モデルをやらされた妻 恥辱の食い込みランジェリー（8月13日、JET映像）
- 鬼畜強姦魔ストーキング中出しレイプ（8月13日、セレブの友）
- 夫の部下に言い寄られ…自宅で裏切りのNTR（8月16日、マキシング）
- パンスト妄想脚アメイジングII（8月20日、ミル）共演：藍芽みずき、水端あさみ、市川愛茉、緑川みやび、波多野結衣
- スペンス乳腺開発クリニック（8月20日、OPPAI）
- 【個撮】どこでもフェラ16 11人（8月20日、かぐや姫Pt/妄想族）他出演：柏木こなつ、水原みその、円井萌華、橘京花、仲川そら、野咲美桜、月見伊織、他
- 乳首オナニーでイク15人の女たち! Vol. 2 ～ビンビン『乳首』で極限状態にイキ狂うド淫乱女優たち!!（8月27日、セレブの友）他出演：夏木りん、白木優子、波多野結衣、黒木奈美、天月あず、松本梨穂、堀北実来、愛瀬ゆうり、小松杏、美咲かんな、 紗々原ゆり、友田彩也香、望月あやか、山瀬美紀
- 個人撮影会で素人モデルさんとセックスする方法教えます。写真マニアの流出映像集!（8月27日、セレブの友）他出演：小松杏、加藤結衣、今井えみ、堀北実来、夏木りん、ローレン花恋、逢月ひまり
- 互いに素性を知った美魔女ママ友と箱ヘルで出逢い、裏引き不倫。（8月27日、ダスッ!）
- 気品溢れるNo.1スレンダーボディ 愛人にしたい今一番イイ女 森沢かなBest（9月3日、桃太郎映像出版）※単体ベスト
- メンズエステに行ったらまさかの女上司が!? 立場逆転! いいなりタダマン女にしてやった!!（9月5日、プラネットプラス）[40]
- 常夏沖縄でなんだか開放的な気分!! 水着のままでOK!! Vラインギリギリマッサージで困惑!? 2（9月6日、LEO）他出演：美園和花、鈴木真夕
- 未亡人の私は愛する旦那の遺影の前で犯されました。（9月10日、ケイ・エム・プロデュース）他出演：吉根ゆりあ、若宮はずき
- 休憩中にオフィスの隅でパンティーをズラして即入れ ちょい挿し性交を繰り返すみだらな女上司と巨根部下（9月10日、JET映像）
- 悶絶! 絶頂! ド淫乱オナニーselection（9月10日、セレブの友）※単体ベスト
- MOODYZファン感謝祭バコバコバスツアー2024完全版 バコバス7時間50分＋うらバコ4時間＋未公開シーン収録13時間（9月17日、ムーディーズ）※ Blu-ray同時発売
- 綺麗だった姉はアラサー喪女ニート 結婚に失敗して実家に引きこもり、毎日エロゲーばかりで性欲溜め込み、倫理観バグって、エロス覚醒。弟の僕を中出し肉棒オモチャとしてオナニー道具にして困ってます…!（9月17日、ムーディーズ）
- 実録淫湿家庭内親族相姦 美人で優しい兄嫁との禁断性行為（9月17日、カルマ）
- 僕のオナ禁を知った彼女の姉・かなさんに、射精禁止の焦らし見つめフェラチオで何度も暴発【台無し射精】からのごっくんでマッチポンプ射精管理され続けた5日間（10月8日、グローリークエスト）
- だらしない精液を垂れ流すナマ中出し妻 4（10月10日、LEO）他出演：高瀬りな、小梅えな、永野つかさ、甘乃つばき、凛音とうか
- 大好きな彼とイチャラブ1日タクシーデート（10月22日、セレブの友）
- 雨の日のレイプ（10月22日、バミューダ/妄想族）
- 長身×美女×痴女 どすけべ妻ナンパ はみ肉尻のミニスカギャルは超ヤリマン!（10月22日、かつお物産/妄想族）
- 三角木馬責め!! 03 股間を引き裂かれてヒーヒー泣き叫びながら、ワレメに直撃! 天まで突き抜けるような刺激に堪らずイッてしまう女たち（10月22日、ブラックドッグ/妄想族）他出演：西田カリナ、渚みつき、吉根ゆりあ
- いやらしい兄嫁（11月5日、熟女大学/熟女卍）
- お姉さんの巨尻が猥褻過ぎて秒殺で悩殺!!（11月5日、MARRION）
- 競泳水着NTR 隣のシゴデキ系お姉さんの水着巨乳にフル勃起! 結婚しているにも関わらず濃厚SEXで何度もイカされちゃいました（11月12日、クリスタル映像）
- 逆レ アラサー×アルハラ女上司 不同意生ハメ性交（11月7日、SODクリエイト）他出演：大槻ひびき、紺野ひかる
- 色狂い隠撮魔Wの二人同時パパ活記録＃47・48（11月7日、蜃気楼）共演：岬あずさ、岬さくら、月妃さら
- 週末妻 金土日だけ、ヨソの妻。（11月12日、JET映像像）
- 【最初で最後の長尺＆多人数10人数珠繋ぎSEX】どこから観てもヌケます! だって玄関開けたら即SEX! 440分欲求不満団地妻とヤリまくってます（11月12日、Hunter）共演：菊池まや、望月あやか、天晴乃愛、藤井レイラ、竹内夏希、椎葉える
- マッチングアプリナンパ中出し不倫SEX001（11月14日、熟女LABO）他出演：月野かすみ
- 素人男性食べちゃいました―。森沢かなが恋人気分で中出しセックスドキュメント（11月19日、VENUS）
- 「乳首こねくりは浮気じゃないよ」彼女がいるのに隣人妻の浮きブラ誘惑と乳首責めに負け寝取られたサイテーなボク 背徳チクイキNTR（11月19日、OPPAI）
- 神ジムウェア 美意識高いジム通いお嬢さんやSNSインフルエンサーのジムウェア姿!! 我々と住む世界が違う高嶺女子の美尻や恥丘やジョリワキを接写で堪能!! ジム女子の太腿や尻や着衣放尿までも!! 身体にフィットするウェアのシルエットを超接写完全着衣でハメ撮り（11月21日、親父の個撮）
- ～幸せの近親相姦～わたしは家族みんなの性処理係 3（11月26日、セレブの友）
- カメラの前でおしっこする女 5 133発91人（11月26日、グローリークエスト）
- 僕たちの露出魔先生 普段は厳しい女教師が校内露出で羞恥興奮しているのを目撃した僕は…「露出狂だってバレたら…でも気持ちよくてやめられない」（12月3日、ゲッツ!!ボンボン/妄想族）他出演：大槻ひびき、宮西ひかる、如月りいさ
- 呼びつけた女性客室係を鬼クレームで肉便器化 一流ホテルウーマン上品おま○こ激ピストン中出しレ×プ乱交映像（12月3日、変態紳士倶楽部）
- 女社長の性欲（12月10日、タカラ映像）
- 品格が漂うFカップ美女がハマる性感ぬるぬる絶頂オイルマッサージ（12月16日、マキシング）
- 毎日オナニーする隣のエロい人妻に我慢の限界―。理性が吹き飛び欲情が止まらない濃密エクスタシー性交（12月24日、VENUS）
- 気づかないふりして布越し2cm挿入状態で施術を続ける小悪魔エステティシャン（12月24日、ROYAL）
- 気の強い女教師がJ●に転生してしかも不良たちに●られた話（12月24日、マッシュルーム/妄想族）
- 姉妹丼になっちゃいましたが、僕何かやっちゃいましたか? 未練残して彼女と別れて、元カノそっくりな子と付き合ったら、たまたま妹で、それを見た姉は嫉妬に狂って濃厚孕ませ姉妹丼。先に妊娠したら結婚できる編。（12月24日、Hunter）共演：白石もも
- 新・田舎の近親相姦 義父が嫁を犯す瞬間（12月24日、グローバルメディアエンタテインメント）
- 押せばヤレる巨乳サセ子なお姉さんとSEXできる流れだったのに、いつも悪友に邪魔されて、SEXできない僕。（12月24日、ダスッ!）
- 森沢かな8時間BEST（12月31日、ワンズファクトリー）

- SNSで募集したM男をホテルへ連れ込み、射精管理と追撃男潮で痴女りまくり拘束ボンデージルーム!（1月7日、グローリークエスト）
- イッた直後の感度100％のおま●こを更にメッタ突き無限ループピストンで絶叫アクメ（1月16日、マキシング）
- 1日1名様限定遊亭で女将が黒人を逆痴女。極太チ〇ポも極上テクニックに転がされスッカラカン（1月21日、ミル）
- 定額料金でいつでもどこでもサブスク性交!! このキャバクラでは定額料金を支払えば在籍する有名AV女優とところ構わずハメ放題!「Red Dragonコラボ! 男の桃源郷で快楽ナイトバージョン! 」（1月23日、FALENO TUBE）共演：有岡みう、胡桃さくら
- 歪んだ性癖夫の願いで他の男たちに寝取らされた美人妻は唇を貪られる濃厚な接吻に興奮して淫乱な本性を現す（1月28日、AVS collector’s）
- 無理やり抱かれたセックスが忘れられなくて浮気の沼に魅せられた人妻（1月28日、VENUS）
- 毎日泊まりに来る彼氏持ちの同僚から無自覚に誘惑され、勇気を出せず生殺し状態になった僕（1月28日、ROYAL）
- 3連休の無人の学校で緊縛調教されマゾ堕ちしていく美人女教師（1月28日、グローリークエスト）
- 清楚な見た目と甘え口調で男をフル勃起させる中出しド淫乱（1月28日、セレブの友）
- おしゃぶり予備校100（2月1日、FS.KnightsVisual）
- スケベな指圧師に敏感なお股をしつこく刺激されて我慢出来ずに快楽堕ちした妻（2月4日、熟女大学/熟女卍）
- 泡姫桃源郷 ～人妻コース～ 泡と愛情でお客様の敏感な所をじっくり丁寧に洗いつくす（2月4日、マックス・エー）
- 艶肌スレンダーボディの天才的エロポテンシャル美女 森沢かな 8時間BEST（2月4日、Fitch）
- ようこそ日本へ! これが新しいJAPAN! オマ●コを刺激されながら華道・茶道・弓道を極める イキ我慢ジャパニーズガールズ（2月6日、SHIGEKI）他出演：月乃ルナ
- 射精10回しないと出られない部屋に閉じ込められたお母さんと息子ちゃんは、お互いにセックスしたいのを我慢して射精しまくりました。（2月11日、ダスッ!）
- 恥辱、陵辱、とびっこ装着・繁華街デート! 28（2月11日、セレブの友）
- 大罪を犯し、絶対服従の契約を結ばされた人妻家政婦の成れの果て…（2月11日、Hunter）
- 僕の性癖に刺さる美脚女上司のノーパン直穿きパンスト挑発に負け上から目線で痴女られ20発射精し絶賛ドはまり中（2月18日、ムーディーズ）[41]
- ブーツのお姉さんにしゃぶってもらいたい! フェラチオ好きのブーツ女子12名（2月18日、有閑ミセス/エマニエル）他出演：伊東沙蘭、波多野結衣、浜崎真緒、二宮和香、橘京花、三岳ゆうな、黒木奈美、楽園ミナ、天宮かすみ、篠宮ねね、白石もも
- 人妻やりたい放題 中出し温泉旅行（2月21日、プレステージ）※ 結婚5年目・5歳児の母 かな（34）名義
- S級熟女コンプリートファイル 森沢かな 6時間 其之七（2月25日、VENUS）※単体ベスト
- DAS1 GIRLS MEMORIES 森沢かな 2nd BEST（2月25日、ダスッ!）※単体ベスト
- 森沢かな まるごと完全収録14時間45分BEST（2月25日、セレブの友）※単体ベスト
- 切り裂き! 犯される美女4人（2月25日、ブラックドッグ/妄想族）他出演：田中ねね、波多野結衣、響乃うた
- 森沢かなの我慢できない極上騎乗位中出しSEX（3月4日、マックス・エー）
- 憧れの女上司と2人きり…7（3月7日、LEO）他出演：月野かすみ、天月あず
- オマ〇コ全開!! ド淫乱ガニ股オナニー ～下品な腰使いを見せつけ絶頂する15人の女達～（3月11日、セレブの友）他出演：水川潤、波多野結衣、新村あかり、稲月このは、池田あやみ、天宮かすみ、有栖舞衣、夏木りん、白河花清、山瀬美紀、紗々原ゆり、美咲かんな、西村ニーナ、足立友梨
- 色白デカ尻の家事代行おばさんに即ハメ! デカチンの虜になった人妻が翌日勝手に押しかけてきたので満足するまで何度も中出ししてあげた 40（3月18日、ディープス）
- 生保レディの人妻を枕営業SEX交渉で口説いて濡らしてずっぽりハメたナマナマしすぎる一部始終 其の弐 【告発10カメ盗撮】 （3月18日、カルマ）
- 女性専用風俗にハマった妻NTR （3月25日、VENUS）
- 同人AV 美人レイヤーが木馬股裂きの刑! そのまま挿入されアヘトロ昇天!!（3月25日、ブラックドッグ/妄想族）他出演：波多野結衣、四葉さな、佐藤ののか
- 南麻布某高級メンズエステ盗撮（4月1日、変態紳士倶楽部）他出演：本田瞳、弥生みづき、佐藤ののか
- 隣に夫がいるのに私は、私は… 新婚夫婦ばかりを狙い新妻を夫の70cm隣で寝取る悪徳ブライダルエステ 背徳マッサージNTR 望まないセックスで人生初体験の快感を知りおかわり中出しを要求する不貞妻2（4月1日、変態紳士倶楽部）他出演：倉木しおり、能城星華
- キレイなお姉さんに恋した私 勇気を出してレズビアンを伝えたら優しく受け入れてくれて… 一緒にゴハンを作ってお風呂に入ってベッドで何度も身体を重ね合った初めてのレズ同棲（4月10日、凸凹はぁと）共演：有加里ののか
- 寝取られ願望のある夫婦限定！ 巨乳人妻ノーハンドフェラ旦那チ〇ポ当てマッチング! 2 生チン10本からお口の感触だけで当てたら100万円! 失敗で即ズボNTR罰ゲーム（4月15日、はじめ企画）他出演：星乃夏月、音琴るい
- 好みの配達員が来るとパンツを脱いでお出迎え! マ〇コを見せつけ誘惑する淫乱奥さん（4月20日、プラネットプラス）
- 最終電車でパンチラしていた嫁の義姉さんは勃起した僕に気付いて誘惑しはじめた（5月20日、VENUS）
- 眠泊 みんぱく 実録盗撮民泊カップル昏睡姦（5月20日、カルマ）
- 「おちんちん大きくさせてごめんね」小さいから大丈夫だろうと女湯に一緒に入った甥っ子がおっぱいだらけの状況にフル勃起! 慌てた叔母さんがこっそり抜いてくれました VOL.2（5月22日、DANDY）他出演：辻井ほのか
- 私、何も聞いてません…タクシーに乗ったらすでにSEXは始まっていた（5月27日、セレブの友）
- 同人AV 巨乳ガチオタレイヤー上手くハメてまんまとエロ撮影!!（5月27日、ブラックドッグ/妄想族）他出演：美園和花、響乃うた、吉根ゆりあ
- 私を犯した大嫌いな男の、あの腰使いが忘れられなくて…（6月3日、アタッカーズ）
- 大人しく真面目だった愛妻はチャラ男に騙され、見る影もないキメキメパリピギャルになってしまった…（6月5日、プラネットプラス）
- じゅるネチョ音とささやき淫語で耳からトロけるASMRメンズエステ（6月6日、ワープエンタテインメント）
- 森沢かなBEST2 6タイトルノーカットフル尺収録 4枚組760分（6月10日、JET映像）
- 町内キャンプ寝取られ話 ～欲求不満な妻と町内会の親父達の最低な浮気中出し二泊三日～（6月17日、プレミアム）
- 【HD高画質映像】真剣にクドいたら本当にヤレた! メンエス嬢盗撮!!（6月17日、素人まっちんぐEX/妄想族）他出演：笹原うらら、村瀬玲奈、花柳杏奈
- ここで撮影した写真を貼れば絶対合格するというピストンバイブ証明写真ボックス 2 リクルートスーツの女子大生がどんなに突かれても笑顔をキープ（6月26日、SHIGEKI）他出演：羽月乃蒼、小坂ひまり、月乃ルナ
- 性感暴発エビ反りアクメサロン（7月6日、ワープエンタテインメント）
- 「おばさん我慢できないわ…」ヌキ無しメンズエステで勃起を誘うお色気セラピストの連射骨抜き裏オプション VOL.3（7月10日、DANDY）他出演：美丘さとみ、足立友梨
- 「こんなところでゴメンなさい…。でも、もう我慢出来なかったの…」 VOL.2 トイレが故障で使えず膀胱限界の放尿婦人27人（7月15日、アクアモール/エマニエル）
- 隣の未亡人に…家族全員痴女られました。（7月22日、クリスタル映像）
- 一人暮らしを始めた息子に母性溢れる美人母が童貞筆おろし。（7月25日、TMA）他出演：橘ひなた、大槻ひびき
- 最愛の息子の傍で狂ったように犯され続けて（8月5日、アタッカーズ）
- バイト先で働く美しい人妻を家に連れ込み中出しセックス（8月12日、VENUS）
- 銀座の一流百貨店に勤務する清楚で品格漂う美容部員さんが童貞君とくちSEX! キス未経験の童貞男子に唇が素敵なキス好き女子がDキス、舌吸い、舌挿入、舌激ピストン! 顔中よだれまみれで恍惚絶頂！下のお口も濡れ濡れになっておま●こでも生中童貞筆おろしSEX!!（8月12日、脱ぐのは恥だがペニス立つ）他出演：依本しおり、宮瀬夏純
- 借金を返さないクズ旦那の代わりにカラダで支払うことになった哀れな人妻（8月19日、ミセスの素顔/エマニエル）
- 長髪射（8月21日予定、neo（レイディックス））
- 美人CA（既婚者）限定 砂風呂に埋まって身動きできない〇淫NTR拘束マッサージ 横が見えない状態で、隣に夫が居るのにイッてもイッても止めずに絶頂させ続けた女の「サイレント絶叫」（8月21日予定、SHIGEKI）他出演：有栖舞衣、松井日奈子
- 巡察レディのお仕事～街中非行少年更生精子回収を行う24時間～（8月21日予定、SODクリエイト）共演：大浦真奈美、広井そら、星仲ここみ、天野花乃、夏川あゆみ、藤田ゆず
- 無限射精できる男たちの性欲処理道具にされて喜ぶ女（8月26日予定、セレブの友）
- クリスタル映像40周年記念作品 令和版 人妻温泉 癒し系 ひびき×かな×のあ（8月26日予定、セレブの友）他出演：大槻ひびき、羽月乃蒼
- 究極のオナサポ! 主観命令オナニー! Vol.2 エロい身体で最高の射精に誘う厳選人気美女優15人!（8月26日予定、セレブの友）他出演：波多野結衣、白木優子、安野由美、水川潤、吉澤友貴、宮城りえ、友田彩也香、夏川あゆみ、月見若葉、紗々原ゆり、一場れいか、白河花清、西村ニーナ、北乃ゆな
- 童貞だった僕の巨根を気に入り優しく筆おろしをしてくれた下宿先の憧れの人妻にさらに中出し孕ませSEXをしまくってしまいました…（9月9日、JET映像）
- 「スローな指導なら任せなさい…」タイパ重視な新入社員の僕は、かな先輩の焦らしテクニカル指コキで何度も不条理・暴発させられた…。（9月9日、グローリークエスト）
- MOODYZ創立25周年記念 MOODYZふたなり航空へようこそ! バリキャリ美人CAが射精快楽で理性崩壊チ○ポイキしまくり発情ドスケベフライト（9月16日予定、ムーディーズ）共演：天馬ゆい、有岡みう、月乃ルナ

### 配信限定
- かなこ（2012年10月25日、バイトちゃん）※「かなこ（20）」名義
- かなこ 2（2013年3月26日、バイトちゃん）※「かなこ（20）」名義
- かなこ（2013年7月17日、恋する花嫁）※「かなこ（21）」名義
- かなこ（2013年7月28日、Tokyo247）※「かなこ（20）」名義
- かなこ 1（2013年11月22日、ウレッ娘）※「かなこ（21）」名義
- かなこ（2013年11月23日、G-AREA）※「かなこ（20）」名義
- KANAKO（2013年12月7日、A子さん）※「KANAKO（21）」名義
- KANAKO 2発目（2014年3月29日、A子さん）※「KANAKO（21）」名義
- かなこ（2015年2月25日、ボクとカノジョ。）※「かなこ（22）」名義
- 性欲が強くて我慢できない妻（2015年4月3日、NAKED FILM）他出演：小早川怜子
- 媚薬で狂わせてハメ狂い最後にぶっかけられる女子アナ（2017年10月3日、アリスJAPAN）

※ 配信限定 特典映像付
- もっとわたしを汚してください…2（2018年12月17日、セレブの友）
- 知的美女「飯岡かなこ」ちゃんが4Pで乱れまくる! バックで突かれながらもフェラをして右手で手コキをするかなこ。「もっとおち〇ぽください」、3人の男に代わる代わる突かれイキまくり、顔にぶっかけられても、…（2018年12月28日、アリスJAPAN）
- 夫が出張に出たその日から豹変した義息子…強制中出し近親相姦×性欲処理のセックス調教された義母…3（2019年2月24日、セレブの友）
- 森沢かなの絶品美尻アナルをひびはたが責める3Pレズビアン（2019年5月12日、セレブの友）
- 私の彼氏（カレ）は疑似恋愛人形（メンズラブドール）（2019年7月8日、セレブの友）
- 地味で夫にも相手にされない幸薄い人妻が唯一幸せを感じるのは…隣人の男と不倫SEXをしている時だけ（2019年9月9日、セレブの友）
- 出世できないダメ男×No.1風俗嬢 愛し合うウエディング生中出しSEX2（2019年10月7日、セレブの友）
- 森沢かながお漏らし連発する職業コスプレSEX（2020年1月12日、セレブの友）
- 全身オイル×痙攣×エビ反り絶頂SEX（2020年3月9日、セレブの友）
- 新人の部下に調教されて快楽に溺れていった女上司2（2020年4月12日、セレブの友）
- かな 今ドキ女子の性事情（2020年4月13日、素人ギャラリー）
- きみをペット3（2020年10月11日、セレブの友）
- 森沢かながやりたい事だけを撮影してみた（2021年4月10日、セレブの友）
- 焦されすぎて地獄! イキすぎて地獄! 強制イキ我慢は感度を上げる最強黒秘術! （2021年6月12日、セレブの友）
- かよ めがね美人（2021年7月5日、素人ギャラリー）
- かな めがね美人（2021年8月9日、素人ギャラリー）
- 女捜査官強姦ファック（2021年8月19日、ズボズバ）
- 素人熟女妻たちによる童貞筆下ろし かな 清楚な保育士奥様のねっとり乳首責め! 顔面騎乗と杭打ちプレス!（2021年10月23日、クリスタル映像）
- かな 2 めがね美人（2022年1月24日、素人ギャラリー）
- 僕の思い通りになる性処理人形を飼育してみたvol.11（2022年2月22日、マドンナ）
- Mさん（2022年2月22日、ゲリラ）※「Mさん（29）」名義
- 「もうホテル入ろっ…」マッチングアプリでゲット!!  セクシー美人妻は即効型の都合のイイ絶倫ビッチだった。 盛り妻:かなさん。（2022年3月1日、ナンパJAPAN）
- かな 仲良すぎ カップルを超えて もはや夫婦　ハメまくり温泉（2022年5月25日、アイドリ）
- <色気と美貌で完全骨抜き濃厚セックス>100人すれ違えば100人が振り返る超美人奥様登場!! 久々の男にボルテージマックス妻の性欲スイッチはリミッター限界突破!! 夫婦の愛の巣で背徳の2中出し+おまけの朝フェラ口内発射!! （2022年8月14日、DOC）かな 28歳 専業主婦 名義
- 自慢の絶品スタイル美人カノジョを友人に寝取らせてみたら…【かな(23)/交際10ヶ月目】（2022年9月5日、DOC）
- 朝フェラから始まる最高の1日 理想のMorning Routine!! 6 藤田こずえ 森沢かな 枢木あおい（2022年11月10日、DOC）
- 優莉 今ドキ女子の性事情（2023年2月6日、素人ギャラリー）
- 【「いっぱいの精子で汚してくれる？」言葉・仕草・身体全てがドエロい人妻と生】セックスレスで性欲が限界突破! 旦那が出張中に若い男と濃厚密会♪毎秒エロさが加速する淫乱ドМ妻と中出し&顔射の2連続SEX【あまちゅあハメREC＃あゆみ＃ヨガインストラクター】（2023年2月14日、DOC）	あゆみ 名義
- 「あなたのち●ぽは私の物!!」いじられまくって超悶絶! 搾られっぱなし! 最高のち●ぽ責め! ＃7 森沢かな 悠月リアナ 有加里ののか（2023年2月23日、DOC）
- 【理性メチャクチャ! 凄技舐めテク骨抜きリップ!】オトナの色気爆発…妖艶年下キラー! 異常なるエロテクで責めまくる! 乳首責めフェラ&手コキ玉舐め! 唾飲み舐めしゃぶり相互愛撫!「激しいの、好きィもっとォ!」女豹コスで絶倫美女と種付け交尾! 口内中出し4連発!!!!【なまハメT☆kTok Report.59】（2023年3月11日、DOC）かな 30歳 化粧品会社（広報）名義
- 「あなたのち●ぽは私の物!!」いじられまくって超悶絶! 搾られっぱなし! 最高のち●ぽ責め! ＃9 橘メアリー 森沢かな 優梨まいな（2023年3月30日、DOC）
- かな 密室タクシードライバー（2023年4月20日、素人ギャラリー）
- 雌臭香り立つ妖艶美人妻かな《性欲を持て余したヒトヅマがW不倫に燃え貪り合う不貞性交2連戦》学生時代の同級生と居酒屋デート→抑えきれない性欲に我慢ならずお店でお触り&路上キス/ホテin早々チン嗅ぎ『早くシたかった...///』脱がせば美乳Fcup×しなやかな淫猥BODY→濃厚フェラテクに勃起不可避/ご無沙汰マ●コに生チン挿入...! ピストン毎に激乱れ即イキ『もっと、もっといっぱいシて...!!』受精覚悟の膣内2発射【しろうとハメ撮り＃かな＃29歳＃人妻】（2023年5月10日、DOC）
- 青葉（2023年5月21日、素人盗撮倶楽部）
- 綾野かな１（2023年5月22日、舞ワイフ）
- 綾野かな２（2023年5月29日、舞ワイフ）
- 【受精希望の色情魔×ナマナカ禁愛性交】成熟したオトナの魅力を漂わせるバツイチ美女が、内に秘めた本能を解放をして淫靡に乱れ舞う! 見た目は上品、中身は下品!? えぐい腰使いで中出しを誘うグラインド騎乗位! 拘束、スパンキング…苦痛の快楽に絶頂! 離婚の寂しさを埋める、朝まで限界ドMセックス!!【NS TOKYO FUCK 11人目 かな】（2023年7月3日、SUKEKIYO）※ かな 28歳 不動産 営業 名義
- さくらさん&かなさん（2023年8月7日、俺の素人-Z-）共演：岬さくら
- かなさん（2023年9月4日、俺の素人-Z-）
- 美麗で色気ダダ漏れな奥様が性癖を満たすため夫にナイショでワンナイトラブ...!? ドキドキの車内露出×ローター責め、複数同時おもちゃ責めと止まらないアブノーマルプレイに悶絶ガチイキ...! 夫と比べ物にならないデカチン生挿入にカラダを痙攣させ快楽堕ち→濃厚ザーメン膣内発射! 日常では得られない羞恥と興奮に貞操観念崩壊...!【かな/30歳/結婚4年目】（2023年9月11日、DOC）
- ヒトミ 貪欲人妻のママ活（2023年10月26日、素人ギャラリー）
- 【メンエス盗撮】上品で落ち着いた巨乳美女が丁寧に施術してくれていると思いきや、段々と恥部に触れていきエロ行為へと誘われてしまう。フル勃起した肉棒を容赦なく手コキ、フェラ攻撃からの騎乗位挿入で本番行為まで及んでしまう…。#担当: かな（2023年10月26日、DOC）※ かな/美巨乳セラピスト 名義
- KANA（2023年11月2日、ヤレるパラダイス!）
- かなさん（2023年11月16日、俺の素人-Z-）
- 寝ている美女に無断で…【流出】侵入追跡撮影記録（2023年12月8日、DOC）他出演：悠月リアナ、都月るいさ、美園和花、久須美亜優、羽月乃蒼、矢野沙衣、逢見リカ、玉城夏帆、及川うみ
- タカコ パパ活ナンパ（2023年12月14日、素人ギャラリー）
- サヤ 生意気女子パパ活媚薬調教（2023年12月21日、素人ギャラリー）
- 白咲かな（2023年12月23日、ぎがdeれいん）※「白咲かな（28）」名義

- 【受精希望の色情魔×ナマナカ禁愛性交】成熟したオトナの魅力を漂わせるバツイチ美女が、内に秘めた本能を解放をして淫靡に乱れ舞う! 見た目は上品、中身は下品！？えぐい腰使いで中出しを誘うグラインド騎乗位! 拘束、首●め、スパンキング…苦痛の快楽に絶頂! …（2024年2月6日、DOC）※ かなさん（28）名義
- あざとい仕草でセフを誘う甘え上手な大人女子：かな(28)【女がハマる甘い沼】（2024年2月22日、DOC）
- リナ 個人撮影（2024年5月10日、素人ギャラリー）
- 「おはようございます。スマイルサービスです」業務中は何をされても常に笑顔の、顧客満足度最高水準家事代行サービスに密着 森沢さん業界歴3年（2024年6月20日、SHIGEKI）
- 淫乱の刻印 絶望実況配信（2024年6月22日、オーロラプロジェクト・アネックス）
- 佳子さん オトナのおもちゃモニタリングSEX（2024年6月25日、素人ギャラリー）
- かな＆まお（2024年7月23日、素人ムクムク-ハーレム-）共演：浜崎真緒
- 「奥さんと私のマ◯コどっちが気持ちイイ…?」容姿端麗セレブ人妻が既婚者メンズを逆ナンパ! 禁断の寝取りドキュメント【W不倫スペシャル】!! 顔面最強→F乳スレンダラス→アナル舐め痴女→生ハメOK→挿れただけで痙攣即イキ→ちんぐり返し騎乗位→ハメ潮→気持ち良過ぎる背徳の中出しセックス!!!【NTRリバース】（2024年7月28日、プレステージプレミアム） ※ レイさん 29歳 人妻 名義
- フラワーかなさん（2024年8月7日、素人ムクムク-職-）
- 鬼畜強姦魔ストーキング中出しレイプ（2024年8月10日、セレブの友）
- 木木木32さん（2024年8月15日、素人ムクムク-クスリ-）
- ＜六本木高級キャバ嬢もお店を出たらただの女＞ホテルでカンパーイからの楽しそうに痴女りだす! かなさん（2024年9月13日、TAG）
- かなみ（2024年10月9日、素人ギャラリー）※ かなみ（29）名義
- かなみ 媚薬キメセク（2024年10月10日、ギャラリー）
- ラグジュTV 1785 誰もが見惚れる顔面最強美女が超絶エロテクで男を骨抜きに! バキュームフェラでデカチンを貪り尽くし、しっとりと吸い付く卑猥な大人ま●こで味わい尽くす。（2024年10月14日、ラグジュTV）※ るい 30歳 元モデル 名義
- 配信限定! 特典映像付 大好きな彼とイチャラブ1日タクシーデート（2024年10月19日、セレブの友）
- かな先生（2024年11月1日、しろうとガチャ）
- かなさん（2024年12月6日、躾の時間）
- かなさん2（2024年12月6日、躾の時間）
- みさき（2024年12月24日、素人ギャラリー）※ みさき（27） 名義
- みさき ボクのセフレを紹介します（2024年12月25日、ギャラリー）
- 【目を見ながらキスするタイプ】色気ダダ漏れイ●スタグラマーを彼女としてレンタル! 口説き落として本来禁止のエロ行為までヤリまくった一部始終を完全REC!! Fカップ水着姿が眩しいナイトプールデートを楽しんだら、本来禁止のホテルに連れ込み秘密の恋人セックス!! 手コキもフェラもパイズリもレベルが高過ぎて暴発寸前…ッ! 美顔と美巨乳を紅潮させてイキまくるベロキス求愛セックスがエロ過ぎる!! レンタルカノジョ】（2025年1月16日、プレステージプレミアム）※ かなちゃん 28歳 イ●スタグラマー 名義
- ハメ撮りに普通の会話動画を並べたらとてもエロくなった件（2025年1月23日、親父の個撮）他出演：乃南ゆい
- ★配信限定! 特典映像付★恥辱、陵辱、とびっこ装着・繁華街デート! 28（2025年2月8日、セレブの友）
- 【日常を抜け出してW不倫中出し】お互いにパートナーを忘れて欲望を全部さらけ出せる相手。野外露出で高めあって、声を抑えながら星空の下で感じる「人妻マ●コ」の熱さ。（2025年2月9日、OUTDOOR）※ レスられ妻 K 横浜市鶴見区在住 名義
- ようこそ日本へ! これが新しいJAPAN! オマ●コを刺激されながら華道・茶道・弓道を極める イキ我慢ジャパニーズガールズ 華道編（2025年2月24日、SHIGEKI）
- 危険日直撃!! 子作りできるソープランド57（2025年4月10日、Mr.michiru）※ 先行配信
- ホテルでの盗撮事件…既婚者同僚の絶倫棒でヨガリ狂う姿を配信された美巨乳（2025年4月21日、MARLOMEDIA）
- 責め経験ほぼゼロのうぶな女子たちが、底知れぬM心に触発されドS痴女性が開花! かなちゃん ゆきちゃん（2025年5月2日、俺の素人-Z- SECOND IMPACT）他出演：ここな友紀
- 美香（2025年5月9日、素人ギャラリー）※ 美香（31）名義
- 美夏 W不倫（2025年5月10日、素人ギャラリー）
- 大人の女性は話が早いw駆け引きなしでハメ外しちゃおう!! 即効型の抱けるOL2人組!（2025年6月6日、俺の素人-Z-SECONDIMPACT）他出演：大浦真奈美
- エロすぎるOL二人組が淫らに淫れてお祭り乱交騒ぎ!! チ○ポバカになるまでヌいてくれる生パコ（2025年6月6日、俺の素人-Z-SECONDIMPACT）共演：大浦真奈美　他出演：本田瞳、蒼いおり
- ここで撮影した写真を貼れば絶対合格するというピストンバイブ証明写真ボックス2リクルートスーツの女子大生がどんなに突かれても笑顔をキープ来訪者M.Kさん（2025年6月23日、SHIGEKI）※ 同名タイトルの単体版
- 女先輩さんと後輩くん。（7月4日、タカラ映像）
- 【4K】隣の未亡人が長男を誘惑…バック騎乗位おっぱい発射（7月5日、クリスタル映像）※ 『隣の未亡人に…家族全員痴女られました。』の分割版
- 【4K】隣の未亡人が父親を誘惑…玉舐め手コキ杭打ち中出し（7月5日、クリスタル映像）
- 【4K】カンナ（7月9日、素人ギャラリー）※ カンナ（26）名義
- カンナ トー横界隈援交女子（7月10日、ギャラリー）
- かなさん（8月1日、ネオシロウト）
- 森下さん（8月14日、俺の素人-Z-）
- 【4K】あなたのお悩み…お背中と一緒にお流しいたします 森沢かな温泉（8月16日予定、クリスタル映像）

### VR動画
- お仕事中のお姉さんは職場で制服のままM男の乳首をイジるのがお好き（1月14日、ドリームチケット）
- ベロチュウデリヘル 本番オプション有（6月16日、ケイ・エム・プロデュース）
- 夢の一夫多妻制!! 4人のドスケベ妻とハーレム中出しセックス!（6月20日、ケイ・エム・プロデュース）
- 夢のオナクラ!! スケベな牝たちがヨダレだらだらで挑発、オマ●コ開帳オナニー11（6月20日、ケイ・エム・プロデュース）
- W痴女フェラVR（7月7日、ケイ・エム・プロデュース）
- 長尺・高画質VR 森沢かな 生中出し オイルエステ 最高級射精デトックス（9月16日、ブイワンVR）

- 長尺・高画質 ラブイチャVR彼女 オトナのラブイチャ生中出しSEX（2月17日、ブイワンVR）
- 鉄板の即ハメ 大人のオンナの妖艶性交。（9月8日、TEPPAN VR）
- 恋人はわけありデリヘル嬢。人妻が家にいすわり連続中出しした件。（12月28日、スクープ）

- べろを見続けるVR（1月30日、ケイ・エム・プロデュース）
- ハイパーバイノーラル 嫁ハーレム体験VR エロ癒し系人妻に連続中出し放題!（2月28日、ケイ・エム・プロデュース）
- 目の前に広がるプッニプニモリマン（3月1日、ROOKIE）
- ランジェリー＆パンストが目の前に広がるVR（3月8日、ROOKIE）
- お尻を近くで見続けるVR（3月27日、ROOKIE）
- 目の前でお尻をガッツリ開いて丸見えアナルをフリフリしてくれるVR（4月11日、ROOKIE）
- 目の前で女の子がバイブをマ○コにズポズポ入れてイッちゃうVR（4月26日、ROOKIE）
- 睡眠ペンライト痴漢（6月14日、ROOKIE）
- ナースが目の前でパンスト＆パンツを見せつけてくる巨尻フリフリVR（6月21日、ROOKIE）
- 目の前でピタパン！スケパン！パンスジ＆パン肉の浮き出たエロ尻をじっくり観察（6月28日、ROOKIE）
- 後を追いかけ拉致してそのままレ○プ！全員中出し!（7月30日、ROOKIE）
- HQ超激的高画質 ゴールデンタイムVR1周年記念! 新作撮り下ろし3作品超特盛収録SP! 出張先で女上司と同期の女子社員がイチャイチャレズ!? ＋ ボクの家巨乳庭教師は超淫乱! よだれを垂らして本気イキ! ＋ 超ド淫乱幼馴染はフェラの天才（9月10日、ゴールデンタイム）

- 熱のこもった車内で年下男の他人棒をバレないようにガッツリ貪る羞恥にまみれたカーセックス不倫（1月2日、ワープエンタテインメント）
- シンプルにヌケるが一番! 誘惑のボディーパーツを見抜けるVR【淫乱痴女編】（3月12日、MILU VR）
- HQ超高画質!「あなた…今日だけは許して…」旦那に先立たれた未亡人義母が性欲を抑えきれず目の前の僕（息子）に抱きつき濃厚ベロキス/耳舐め/足コキ/濃厚フェラ/強●腋舐め＆クンニ！夫の遺影の前で黒パンスト穿いたまま馬乗り生挿入!（3月12日、V＆R PRODUCE）
- HQ超高画質!「シコっていっぱい出すのよ…」自慰行為も知らない童貞の僕を見かねた母が目を見つめながらオナニーサポート! ベロキス/耳舐め/濃厚フェラ/相互オナニーで射精を促すも僕のギン勃ちチ○ポに我慢できず筆おろし生挿入!（3月31日、V＆R PRODUCE）
- 【長尺】126分!! 祖父の葬儀で久々に逢ったいとこのお姉さんたち（既婚）と飲んでたら日頃の欲求不満が溜まりまくりで我慢できず僕に迫ってきた逆4Pハーレム弔問!（5月22日、マドンナ）共演：佐藤りこ、大浦真奈美
- 【HQ超高画質】愛人にしたい女代表・森沢かな! 美人のくせにテクニシャンなんてズルすぎぃ! 会社を病欠したある日、妻が不在の我が家へ愛人がやってきた! 超危険な状況でも羨ましすぎるフェラ＆セックス三昧!（9月11日、プレミアム）
- 台風の日、上司と2人 相部屋出張ラブホテル かなさん（10月1日、プレミアム）

- 【全編ノーモザイク】AV女優・ブルマ・デカ尻・アナルコレクション（1月14日、V＆R PRODUCE）
- 1泊2日射精し終えるまでエンドレスに快楽中枢を刺激する逆夜這い旅館（3月2日、ケイ・エム・プロデュース）
- 妻が不在の間に呼んだ出張エステティシャンの囁き誘惑に負けて何度も射精してしまった僕（3月25日、痴女ヘブン）
- シンプルにヌケるが一番! 誘惑のボディーパーツを見抜けるVR。【凄技痴女編】（4月1日、MILU VR）
- 天井特化アングルVR ～元同級生の愛人、森沢かなとズブズブの不倫煉獄編～（4月9日、ケイ・エム・プロデュース）
- じっくり女体観察3 そのままSEX（5月28日、ROOKIE）
- 小さいチ○コを女の子にイジメられたのであそこが大きくなる薬を飲んだら黒人に変身! 最強の黒巨チンを手に入れて仕返しのパワーSEXで見返してやった! （6月13日、ROOKIE）
- 社員旅行の温泉宿で美人部下と声ガマン性交…でも宴会中に不倫で生はマズくない？（6月18日、ワープエンタテインメント）
- スローモーション特化 ヌキやすいエロシーンをじっくりスローモーションで見れるVR（7月1日、ROOKIE）
- 風パンチラ（7月7日、ROOKIE）
- 【隣人トラブルVR】隣に住む母娘がボクの部屋のゴミを片付けてほしいとクレームを入れてきたので、部屋に連れ込みゴミ部屋レ○プ!! 娘の前で母を犯した後に、娘も犯す!!（7月9日、ムーディーズ）
- フェチ特化 ランジェリー生着替えVR（8月1日、ROOKIE）
- 夫が不在の夜に部下を呼び出し朝まで何度も下半身中出し逆NTR（9月14日、ケイ・エム・プロデュース）
- 全身骨抜きリップで理性メチャクチャにするベロテク愛撫Club（9月28日、KMPVR-bibi-）
- 「大嫌い…」夫の上司であるアナタに中出しされるまで腰を振る、権力屈従VR（0月12日、溜池ゴロー）
- 身動きできない僕をじっくりねっとり犯し続けるホームヘルパーのお姉さん（12月31日、アリスJAPAN）

- ドスケベ美脚女上司に囲まれ身動きとれないまま無限発射させられる僕 絶対領域腿コキ痴女ハーレム（2月8日、ワンズファクトリー）
- シンプルにヌケるが一番! 誘惑のボディーパーツを見抜けるVR。アメイジング（2月25日、MILU VR）
- 4人のおしゃぶり痴女ナース吸精フェラチオ 妊婦妻の付き添い中にしこたま精子吸い尽くされる逆NTRハーレムVR（3月1日、ワンズファクトリー）
- 【タッチ禁止！本番NG】艶やかな色気ムンムンの【超絶美人エステ嬢を媚薬で強●発情! 】ムラムラ全開の愛液ダダ漏れマ○コを激突き絶頂連発痙攣イキ【口内射精・中出し2発】お店に内緒でキメパコSEX（3月8日、こあらVR）
- ボクの全身をくまなく焦らしながらフェザータッチ＆舐めで弄ぶご主人様は美しい女社長（3月27日、ケイ・エム・プロデュース）
- エッチしてる時もしてない時も常に接吻したがる彼女にベロキスで口を塞がれたまま射精する至高のゼロ距離ピストン性交（3月31日、アリスJAPAN）
- 「今日だけだからね」【終電逃した先輩を家に泊めたらノーパンノーブラ!】ハミマン姿に興奮し我慢出来なくなったボクは一晩中イカセてハメ狂った…。彼氏から寝取ってヤリまくった一夜だけの【口内射精・中出し×2・顔射】浮気SEX!（4月15日、こあらVR）※「かな」名義
- 日常からドン底に堕とされた非道逆レ×プ 5年前、家に帰ると大好きな父親が隣人にレ×プされてました。助けに入ったボクもついでに犯された話をしてもいいですか?（5月31日、KMPVR-彩-）
- 黒パンスト×パンツ×美脚 たっぷり足で擦られ大量射精VR（7月8日、ケイ・エム・プロデュース）
- 何度も濃厚キス手コキ射精VR（7月9日、ケイ・エム・プロデュース）
- 美女の美しい柔肌に重厚な精液をブチまけろ! 濃厚ザーメン顔射VR（7月19日、ケイ・エム・プロデュース）
- 女の子のカラダで絶頂したい人へ（8月10日、ケイ・エム・プロデュース）他出演：	松本いちか、通野未帆、姫咲はな、美園和花、葉月もえ、玉木くるみ、山本蓮加
- 脚フェチルーズソックス特化VR（9月9日、こあらVR）他出演：横宮七海、河南実里、松本菜奈実、寺田ここの、美波もも、蒼井れいな、伊南えりか、玉木くるみ、市川愛茉、水谷心音、夏海さや、今井夏帆、朝倉ここな、加藤レイラ
- 性欲旺盛すぎるどスケベお姉さん・森沢かなが【見下し視線で猛烈痴女!】【淫語、ベロキス、顔面舐め回し、足コキ、寸止め焦らし】怒涛の責めで【連続射精5発】させられ性欲満たすための人間ディルドになった極エロVR（10月3日、こあらVR）
- 【着衣スマタ＆尻コキ特化VR】15人完全撮りおろし（11月7日、こあらVR）他出演：堀沢茉由、双葉くるみ、織田真子、一条みお、東あかり、優里なお、弥生みづき、皇ゆず、夏希まろん、加藤ロゼ、最上一花、唯奈みつき、川菜美鈴、愛上みお
- 私がイってるところ見てください（11月23日、ケイ・エム・プロデュース）他出演：あおいれな、久留木玲、玉木くるみ、佐知子、蓮実クレア、通野未帆、松本いちか
- HなフェラVR図鑑（12月3日、SPICY VR）他出演： 乙アリス、一条みお、三尾めぐ、八乃つばさ、横宮七海、夕季ちとせ、ちゃんよた

- 【至近距離VR】美人の局部パーツ丸見え全裸ストレッチVR（3月25日、SPICY VR）他出演：推川ゆうり、西田カリナ、百永さりな、通野未帆、希代あみ
- 【6K撮影】画期的超高画質! 時間無制限! 発射無制限! 】【即尺! 即ハメ! 全身舐め回し専門店】人気No.1のS級美巨乳泡姫が洗っていない汚チ○ポを即尺＆生ハメ中出し! 全身舐め回す舌洗い＆壺洗いで完全ご奉仕! 極上マ○コと舌技凄テクで【口内射精・中出し 3発】（4月28日、こあらVR）
- 「1cmだけでいいから…1回挿れて…お願い!」童貞のボクに【神展開!】S級美巨乳美女に誘惑されて寸止め焦らしフェラからの筆おろし生SEX!（5月29日、こあらVR）※「かな」名義
- 年上のマスク女医に見つめられながら、妖艶なヌキテクで朝昼晩、精子を一滴残らず優しく搾り取られる入院生活（2023年6月22日、unfinished）
- スローセックスVR ～私だけを見つめて～（7月22日、ケイ・エム・プロデュース）
- 顔面特化アングルVR ～びしょ濡れで部屋に来た「大嫌いな女上司」と濡れ髪ド変態SEX～（8月5日、ケイ・エム・プロデュース）
- 姉の部屋は完全にボクとのヤリ部屋化。チ○ポを咥えこみ、イってもイっても許してくれない追撃騎乗位（8月17日、ケイ・エム・プロデュース）
- 相部屋で密着の一夜 舐めしゃぶ中毒の人妻オンナ上司と不倫中出し性交（8月30日、ケイ・エム・プロデュース）
- 黒パンスト顔騎VR（8月31日、SPICY VR）他出演：ちゃんよた、末広純、百永さりな
- ウーマナイザー×感じている顔VR（9月24日、ケイ・エム・プロデュース）他出演：新井リマ、希咲那奈、悠月リアナ、綾瀬こころ、尾崎えりか、戸川なみ、胡桃さくら

- 長年ヤリ続けた最高のセフレとの別れ。膣内にとろける精液を感じながらハメまくった 最後の一泊二日（3月21日、SODクリエイト）
- 人妻えぐイキ漬け。「お願いいい゛っ、もうヤメてぇッ!!」と壊れた膣からマン汁噴き乱す一児の母。（4月8日、SODクリエイト）
- 乳首が、チ〇ポが、彼女の指導を求めてる…雇った社員を膣で直接ド調教するオンナ社長の逆レ×プ指導（5月15日、KMPVR-彩-）
- 美人すぎるジムトレーナー 森沢かながやりすぎ密着トレーニング指導! これで君もムキムキになれる!? レベルSSS級 美顔スーパースタイル神えろトレーナー かなちゃんとめっちゃ頑張れるドスケベ筋トレVR（5月20日、HMN WORKS）
- 【8K】CA×機長相部屋VR ステイ先のホテルで年上CAに無邪気にチ○ポを操縦されちゃった機長のボク（5月30日、SODクリエイト）
- 【8K】担任の森沢先生にプロポーズをし忘れて… ボクが本気で惚れた女教師はツンデレ絶倫マ〇コ～甘くしつこい放課後呼び出し理解（わか）らせ性交渉～（6月13日、SODクリエイト）
- 今ではすっかり人妻となった元カノが昔のSEXを忘れられなくて禁断の連れ込み不倫（6月15日、KMPVR-彩-）
- 【8K VR】耳元への蠱惑的囁きで友人の旦那にカラダだけの関係を迫る密着相互NTR かなさん（7月11日、unfinished）
- ピンサロ再現VR ～自治会の人妻は元ピンサロ嬢～（7月17日、ケイ・エム・プロデュース）
- 人材育成課のお仕事 上下・前後・左右から絡みつき、仕事が出来ない社員を何度も射精と昇進をさせてきた短期育成コース（7月20日、KMPVR-彩-） 共演：新井リマ
- 8K! サイレントVR ～これが僕と妻の姉の秘密～（7月31日、ケイ・エム・プロデュース）
- 【KMPVRー彩ー7周年記念8K特別版】招待された秘密クラブは欲求不満のお姉さま方が集う憩いの場。僕のチ〇ポを奪い合う会員制ハーレムBAR（9月6日、KMPVR-彩-）共演：大槻ひびき、新井リマ、友田彩也香
- 森沢かな 厳選9タイトル4時間の軌跡 KANA MORISAWA BEST まるで宝石、綺麗でセクシー（10月4日、ケイ・エム・プロデュース）
- 【8K】時間停止ワールド ～女子社員大パニック～ OLたちは犯されていることを知らない…サイレント支配。（11月28日、SODクリエイト）共演：美園和花、姫咲はな、有岡みう、宮名遥、天野花乃、雪見ほのか、胡桃さくら
- 【8K】圧倒的美貌と性欲魔力に弄ばれる保護者不倫 ～ねっとりと身体を侵食し全てを奪い取る～（12月1日、ケイ・エム・プロデュース）
- 気付いた瞬間には‘森沢かな’に夢中になってる… 底なし沼の舐めテクに没入して溺れていくJOI空間（12月13日、KMPVR-彩-）

- 【危険日逆NTR】血液型が旦那と一緒の禁欲独身チ○ポが大好物な着床願望ヤバすぎ妊活不倫しまくる巨乳人妻（1月27日、VRパラダイス）
- 森沢かなちゃんと異世界エルフでコスプレ撮影会VR体験! えっちえちむちむちのめちゃエロ美白銀髪エルフと何度でも抜き戻りしちゃう濃密最高生ハメ中出しSEX!!（2月17日、HMN WORKS）
- 【Fcup・バツイチ・32歳・ジムトレーナー】職業ジムトレーナー!! 出勤前のランニング中にナンパで出会って10分で朝勃ち即ハメセックス（2月17日、VRパラダイス）
- オトナの兎カフェ＜ムラムラ肉食バニーと草食男子ちゃん＞ハイエナのようにチ●ポに群がり骨の髄まで痴女られるハーレム逆4P（3月18日、kawaii*VR）共演：沙月恵奈、有村のぞみ
- 百戦錬磨のエロカワAV女優3人によるアダルトな空気感でねっと～りスローな最強オナニーサポート（4月17日、kawaii*VR）共演：沙月恵奈、有村のぞみ
- 【8K】ベロキス大好きスナックママの唾液だらだらアフター性交（5月20日、こあらVR）
- VRでも危険日直撃!! 子作りできるソープランドVR（5月22日、Mr.michiru）
- 【8K】友達の母・森沢さんからのボディータッチが多すぎて…。童貞のボク。暴走中出しセックス!（6月26日、SODクリエイト）
- 清楚女王 上品な人妻の下品なM男調教FUCK（7月1日、こあらVR）
- 即尺様 丑三つ時になると毎晩訪ねてくる謎の美女に僕は精気と精子を吸い取られ続けた（7月26日、KMPVR-彩-）
- 臨場感限界突破 3DVR 女体大図鑑 穴という穴、頭から指先まで細かいところまで全部丸見え厳選熟女特集（7月28日、HMN WORKS）他出演：織田真子、塚田詩織、夕希ちとせ、西村ニーナ、鬼塚もなみ
- 【8K】妻の学生時代をどうしても見たくて… 制服を着てもらったら想像以上にエロくて止まらない（7月28日、SODクリエイト）
- 「セックスレスなんです…」とろけるささやき＆ねっとりオイル施術で密着誘惑し友人の妻という事を忘れさせてくる挿入匂わせ確信犯エステティシャン（8月9日、KMPVR-彩-）
- （仮）意識の無い女にイタズラしてぶっかけまくる快感 02（未定、こあらVR）

### イメージビデオ
太字はブルーレイ同時発売
- Only You/森沢かな（2020年11月13日、ファインピクチャーズ）
- Kana Naked mermaid（2021年5月20日、REbecca）
- Only One/森沢かな（2022年2月4日、ファインピクチャーズ）
- エクスタシー温泉（2024年6月26日、スパイスビジュアル）
- ヘアーヌード（2024年10月26日、スパークビジョン）
- Kana2 南の島からサワディーカー（2025年2月20日、REbecca）

### 写真集
- 森沢かな写真集（2025年9月18日予定、双葉社、撮影：富田恭透）

### デジタル写真集
- 愛しいひと。（2024年1月26日、プレステージ出版）
- 絶対的スーパーナチュラルポーズブック（2024年6月21日、プレステージ出版）
- 絶対的セクシーポーズブック【ヌードポーズ写真集】（2024年10月11日、プレステージ出版）
- 絶対的透け透けテカテカポーズブック（2025年1月17日、プレステージ出版）
- 敏感ワイフ　森沢かなデジタル写真集（2025年1月17日、双葉社、撮影：富田恭透）

## 製品

### カレンダー
- 2025年卓上カレンダー（2024年9月13日、わくわく製作所）
- 2025年壁掛けカレンダー（2024年9月27日、わくわく製作所）

### アダルトグッズ
- 神フェラ クラシック 森沢かな（手動）（2024年5月22日、SSI JAPAN）
- 日本の名器 森沢かな（2024年6月4日、SSI JAPAN）
- 日本のローション 森沢かな（2024年12月4日、SSI JAPAN）

## 出演

### オリジナルビデオ
- 性欲が強くて我慢できない妻（2015年4月3日）共演：小早川怜子
- 退魔戦士リサ（2017年6月23日、GIGA）
- 騎装戦士アルテミス（2017年10月13日、GIGA）
- ダメージングヒロイン08 理想戦士ジャスティーナ（2019年6月14日、ZENピクチャーズ） - 「理想戦士ジャスティーナ」役
- ハメられた夫婦交換温泉旅行4（2020年11月1日）共演：加藤あやの
- 綺麗でイヤらしいおばさんの性教育５（2021年10月15日）他出演：川上ゆう
- 最高の愛人（2021年）
- 全裸セールス 回春! 体当たり販売（2022年9月2日）共演：久留木玲、岡江凛 ※ 公開時タイトル『すけべ繁忙期 モーレツたらし込み』
- 露出する魔性の女（2023年）
- 性のケモノ（2023年）
- 婚約者より…（2024年）

### 舞台
- 二人芝居「DUO」Third 公演A-side 「鏡映パンデミック」（2021年8月19日 ‐ 8月22日、πTOKYO）
- EROFISH〜second〜（2021年10月15日 ‐ 11月12日、πTokyo）
- EROFISH〜third〜（2022年2月11日 ‐ 3月25日、πTokyo）
- ナマ牡蠣があたった夜（2022年11月30日 ‐ 12月11日、三栄町LIVE STAGE）
- 兎小屋 B100の経過観察～不思議の国のアリスはお尻が突っかかって穴をくぐれない～（2022年12月28日 - 12月31日、池袋・シアターKASSAI）
- 萩家の三姉妹（2023年6月8日 - 12日、Air Studio）
- 再演・オウムノウシス Bチーム・Cチーム（2024年5月9日 - 19日、赤坂RED/THEATER）[42]

### 映画
- すけべ繁忙期 モーレツたらし込み（2021年9月17日、オーピー映画） ‐ 「朋美」役[43]
- ブルーポルノ/『フィッシング ・ウィズ・サムライ』（2023年9月1日、レフトハイ） ‐ 「森沢かな」役[44]

### テレビ
- もう!バカリズムさんの超H! #27（2021年9月27日、フジテレビONE）

### ラジオ
- KaratLunch（2025年1月9日、渋谷クロスFM） - アシスタントMC